# Minoische Kultur

Minoische Kultur auf Kreta

Nach dem mythischen König Minos wird die bronzezeitliche Kultur Kretas als minoisch, kretisch-minoisch oder kretominoisch bezeichnet. Die etwa gleichzeitige Kultur des griechischen Festlandes wird als Helladische Kultur oder Helladikum bezeichnet. Die minoische Kultur gilt als die früheste Hochkultur Europas. Die Epoche vor etwa 2000 bis 1900 vor Chr. wird als frühminoisch bezeichnet und erstreckte sich mithin bis in die ersten Dynastien des Mittleren Reiches im pharaonischen Ägypten.
Sie wird selber in drei Phasen unterteilt, aber eine allgemein anerkannte absolute Datierung ist anscheinend noch nicht aufgestellt worden.
Übersicht, Genaueres siehe unter Chronologie und Periodisierung:
- Frühminoische Zeit vom Beginn der ägäischen Bronzezeit bis 2000 oder 1900 v. Chr.
- Mittelminoische Zeit von ca. 1900 bis 1600 v. Chr.
- Spätminoische Zeit, von ca. 1600 bis 1100 v. Chr.

## Begrifflichkeit, Begriffsgeschichte
Zunächst war es der Althistoriker und Altphilologe Karl Hoeck, der in seiner in den Jahren von 1823 bis 1829 entstandenen Trilogie über die Insel „Kreta: ein Versuch zur Aufhellung der Mythologie und Geschichte, der Religion und Verfassung dieser Insel; von den ältesten Zeiten bis auf die Römer-Herrschaft“ von einer „vorminoische(n) Zeit“ und „minoischer Zeit“ sprach. Schließlich prägte der Archäologe Arthur Milchhoefer den Begriff „minoisch“ im Jahre 1883 definitiv: „(…) Ich glaube nun in der That, dass wir in den Grundlagen, auf denen die minoische Herrschaft erwuchs, diejenigen Elemente und Beziehungen wiederfinden, aus denen sich uns auf anderm Wege auch die Gesammterscheinung der ältesten Kunst und Cultur in Griechenland und namentlich auf Mykenae ergab.(…)“

## Einordnung

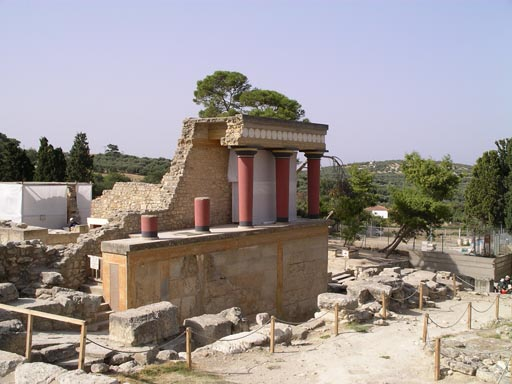
Ausgrabungen und Rekonstruktion in Knossos

Die Entdeckung der mykenischen und minoischen Kultur veränderte das Verständnis der griechischen Antike. Deren eigentlichen Beginn setzten Althistoriker bis dahin mit dem Aufkommen einer griechischen Schriftkultur in archaischer Zeit an. Für Erkenntnisse über die griechische Vorzeit wurde in der Regel die griechische Mythologie herangezogen. Die Ausgrabungen von Heinrich Schliemann in Mykene inspirierten ein Vierteljahrhundert später den Archäologen Sir Arthur Evans zu Ausgrabungen auf Kreta. Evans konzentrierte sich auf Knossos, einen Ort, an dem bereits kleinere, aber nicht systematisch durchgeführte Grabungen stattgefunden hatten. Ab dem Jahr 1900 brachte er die Überreste des sogenannten Palastes von Knossos ans Tageslicht und initiierte auf eigene Kosten einen teilweisen Wiederaufbau des Komplexes. Evans brachte den Ort in Verbindung mit den mythischen Geschichten um König Minos. Auf Evans Interpretation dieser Geschichten gehen unter anderem die Vorstellungen von einem sakralen Königtum und einer betont friedlichen „minoischen“ Gesellschaft zurück. Von der Existenz einer eigenständigen Kultur auf Kreta war der Historiker und Altphilologe Karl Hoeck bereits 1828 überzeugt, und so betitelte er den zweiten Band seines Kreta-Werkes Das Minoische Kreta.

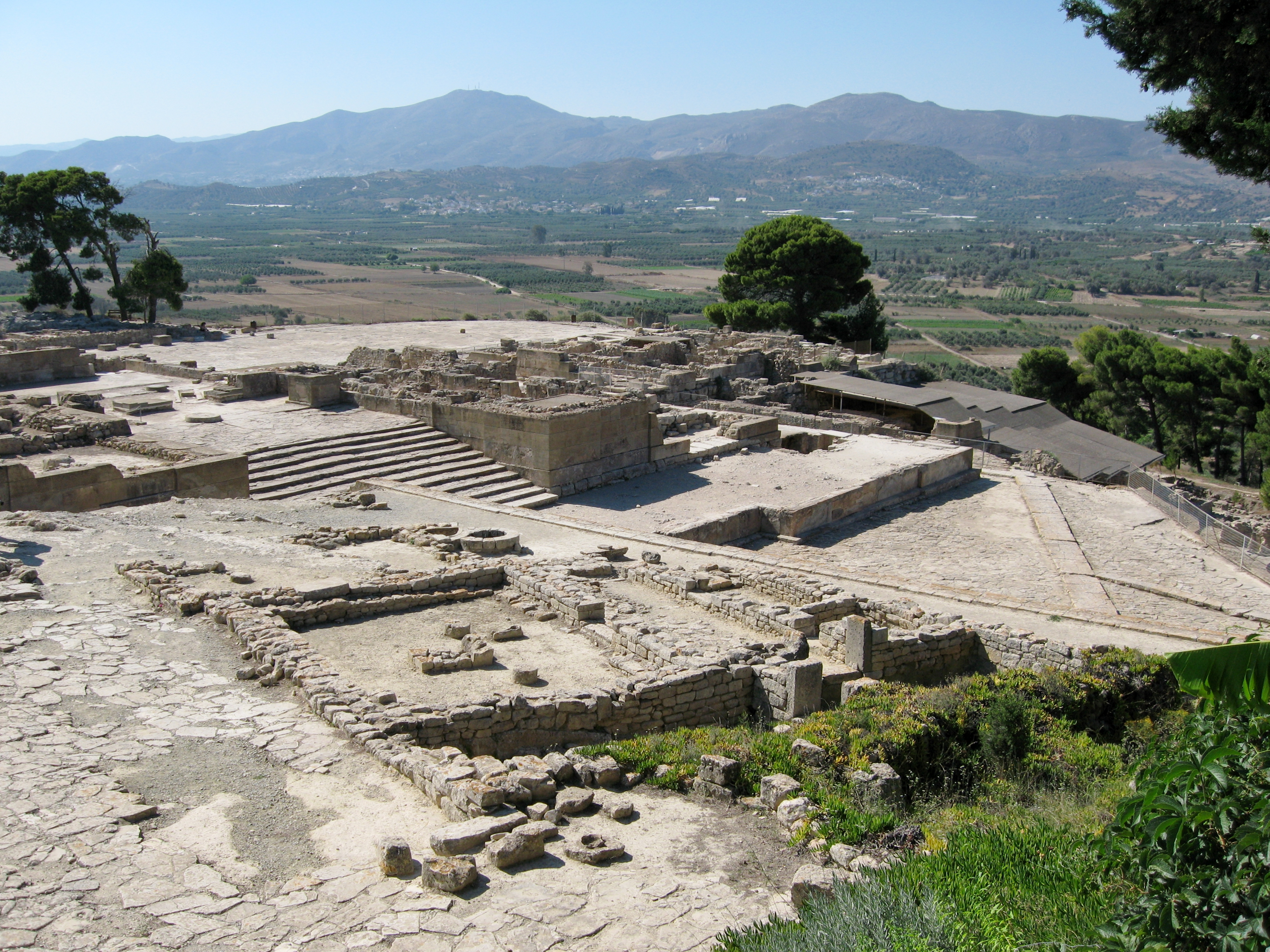
Palast von Phaistos

Die minoische Kultur wird, wie die mykenische, zu den sogenannten Palastkulturen gezählt. Die Forschung versteht unter minoischen Palästen architektonische Großanlagen, die um einen zentralen Innenhof erbaut wurden. Die Paläste vereinten in sich viele verschiedene Funktionen: Sie dienten religiösen Kulten, der Verwaltung, Lagerung und Produktion von Gütern. Welche Rolle und Bedeutung sie in der minoischen Gesellschaft spielten, ist umstritten. Arthur Evans hielt den Palast von Knossos Anfang des 20. Jahrhunderts für den Sitz eines Priesterkönigs. In den 1970er und 1980er Jahren wurden die Paläste dann als Zentren der sogenannten Redistribution angesehen, als lokale Lagerstätten, die die Umverteilung von Gütern an die Bevölkerung organisiert hätten. Diese These gilt inzwischen als überholt, da die Lagerkapazitäten der Paläste für eine solche Funktion wohl nicht ausgereicht hätten. Außerdem lässt sich die überlieferte Nutzung der mykenischen Paläste nicht ohne Weiteres auf die älteren minoischen Anlagen übertragen.
Aktuell gibt es drei zentrale Theorien zur gesellschaftlichen Bedeutung/Nutzung der Paläste: 
- Die erste These sieht in der Architektur Hinweise auf eine Herrschaftsfunktion. Ob diese Herrschaft von einer elitären Gruppe oder einzelnen Herrschern ausging, bleibt unsicher. Für die Herrschaftsthese sprechen beispielsweise die beengten Zugänge der Paläste, die sich vermutlich leicht blockieren ließen – ein mögliches Indiz für die höfische Abgrenzung einer Elite oder eines Herrschers. Auch die hohe Westmauer des Palastes von Knossos grenzte sich wohl architektonisch deutlich von der Siedlung ab.

- Die zweite These geht von einer öffentlich-kommunalen Nutzung aus. In den Palästen hätten also politische oder religiöse Zusammenkünfte einer Siedlungsgemeinschaft stattgefunden.[8]

- Die dritte These beruft sich auf eine Beeinflussung der minoischen Paläste durch Vorbilder im Nahen Osten, wo Palast und Tempel baulich voneinander getrennt waren. In der Nähe der Paläste von Knossos und Malia wurden bereits mehrere Ruinen entdeckt, bei denen es sich um Residenzen gehandelt haben könnte. Dementsprechend seien die Paläste tempelähnliche Anlagen gewesen, in denen selbst keine Elite oder Herrscher residierten.[9]

Zu den wichtigsten archäologischen Stätten des bronzezeitlichen Kreta gehören neben Knossos die Paläste von Phaistos und Malia sowie der Landsitz von Agia Triada.

## Mythos
Die Minoische Kultur hat einen wichtigen Beitrag zur Entwicklung der griechischen Welt geleistet und indirekt Einfluss auf kretische Sagen innerhalb der griechischen Mythologie ausgeübt.

### Zeus
Ein Beispiel für das Nachwirken der Minoischen Kultur in der griechischen Mythologie stellt der Zeus-Kult dar. Während die restliche griechische Welt die Vorstellung eines unsterblichen Göttervaters auf dem Olymp vertrat, blieb auf Kreta die Vorstellung lebendig, Zeus werde jährlich in der Unterwelt wiedergeboren. Der kretischen Überlieferung zufolge soll sich auf dem Berg Giouchtas das Grab des Zeus befinden. Arthur Evans wies dort bereits im Jahr 1909 ein Gipfelheiligtum nach. Ab 1974 erfolgten umfangreichere Grabungen auf dem Giouchtas. Dabei wurden unter anderem ein Altar sowie zwei Doppeläxte aus minoischer Zeit entdeckt. Die Funde deuten auf eine mögliche Opferstätte hin. Votivgaben aus minoischer Zeit wurden auch in der angeblichen Geburtshöhle des Zeus, der Idäischen Grotte, gefunden. Diese Entdeckungen werden von Archäologen als Indiz dafür gewertet, dass die Geburt und der Tod des Zeus auf Kreta ihren Ursprung in religiösen Kulten gehabt haben könnten, die in minoischer Zeit in Gebirgshöhlen praktiziert wurden.

### Der Stier

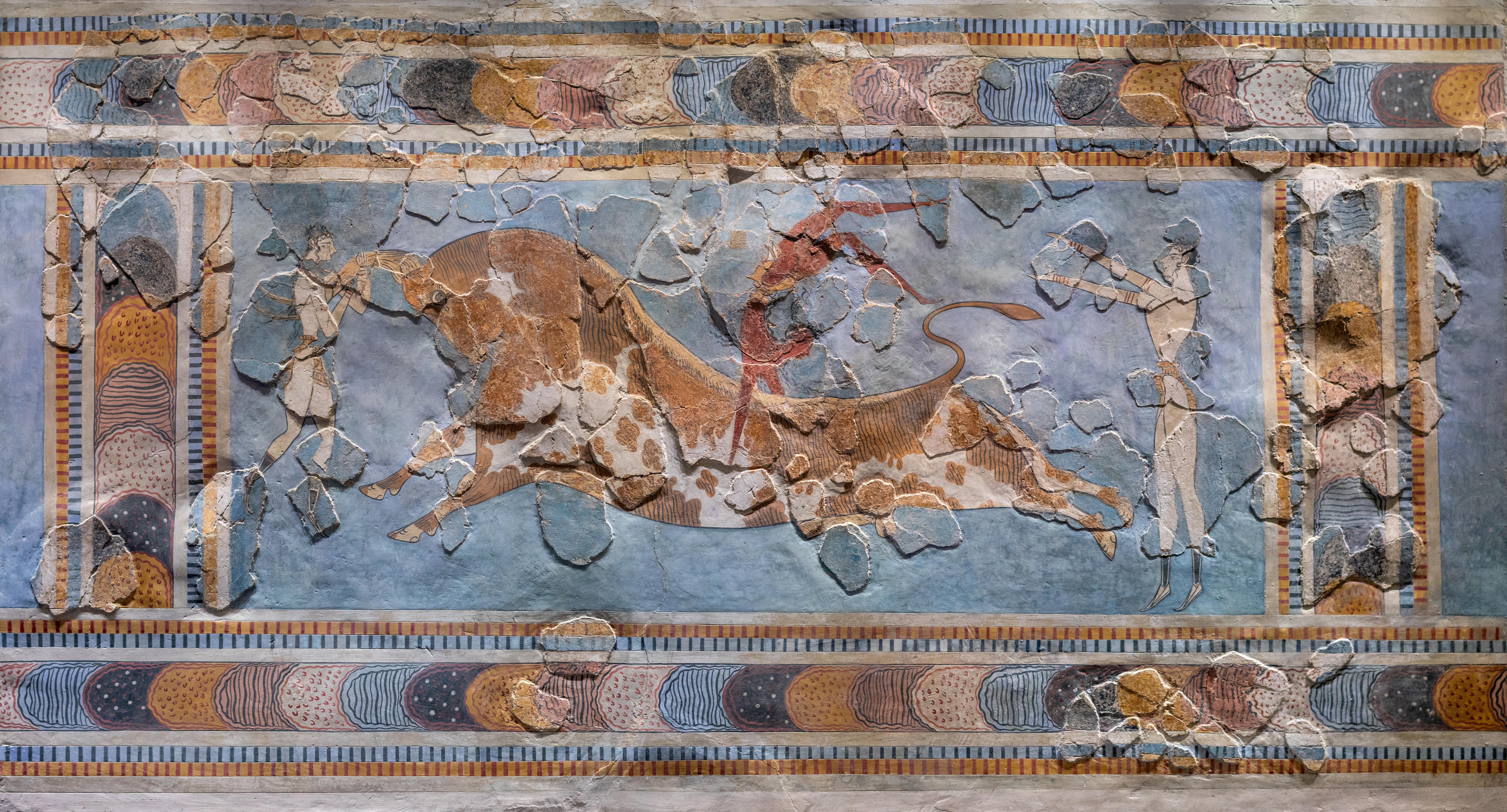
Minoische Wandmalerei mit Stierspringer aus Knossos (1600–1450 v. Chr.)

In der griechischen Mythologie wird Kreta mehrfach in Verbindung mit dem Stier gebracht. Bei der Entführung der phönizischen Prinzessin Europa nahm Zeus die Gestalt eines Stiers an. Um sich gegen seine Brüder in der Thronfolge Kretas durchzusetzen, soll Minos den Gott des Meeres, Poseidon, darum gebeten haben, ihm ein Opfertier zu senden. Poseidon sandte ihm einen weißen Stier. Pasiphae, die Gemahlin von Minos, zeugte mit dem kretischen Stier den Minotauros – ein Ungeheuer, halb Mensch und halb Stier. Auch hier scheint die Mythologie einen wahren historischen Kern zu beinhalten, denn durch Funde ist sicher belegt, dass der Stier den Minoern als Opfertier diente. Die Bedeutung, die der Stier im minoischen Kult gespielt haben muss, zeigt sich allein im Palast von Knossos auf zwanzig Reliefs und neun Fresken. Zahlreiche stiergestaltige Statuetten und Abbildungen von Stieren, etwa auf Ringen und Gefäßen, sind der Archäologie bekannt. In diesem Zusammenhang stehen auch bildliche Darstellungen, die womöglich Stiersprünge zeigen. Dabei könnte es sich um einen rituellen Akt gehandelt haben. Der Archäologe Diamantis Panagiotopoulos verweist auf den Umstand, dass der Kampf mit dem Stier meist zusammen mit Publikum abgebildet wurde, also zusätzlich die Funktion gehabt haben könnte, einen sozialen Zusammenhalt zu stiften. Da die Stiersprünge somit ein „staatstragendes Mittel“ gewesen sein könnten, ließe sich ihre prominente Hervorhebung in den Palästen erklären. Der griechische Althistoriker Angelos Chaniotis sieht den Stierkampf als ein Übergangsritual. Junge Männer hätten damit ihre Reife unter Beweis gestellt. Nach erfolgreichem Kampf stünde ihnen die Aufnahme in den Kreis der Erwachsenen offen. Ähnliches gelte auch für die abgebildeten Jagden und Boxkämpfe. Hier könnte die Sage vom menschenfressenden Minotauros ihren Ursprung haben, denn einige Jünglinge dürften das gefährliche Stierspringen nicht überlebt haben. Mittlerweile wird aber auch vermutet, dass nicht nur junge Männer, sondern auch Frauen an den Stiersprüngen teilnahmen.

### Herrschaft des Minos
Der Sage nach konnte sich König Minos gegen seine Brüder durchsetzen, da ihm Poseidon zum Zeichen seiner Auserwähltheit einen weißen Stier zusandte. Eine Legitimation der herrschenden Elite durch die Götter könnte tatsächlich bestanden haben – etwa in Form einer Priesterherrschaft oder tatsächlich eines Priesterkönigtums, wie es die griechische Mythologie behauptet. Die minoischen Paläste weisen zahlreiche religiöse Elemente auf, wobei die Westflügel dem Kult der Fruchtbarkeitsgottheit geweiht gewesen sein könnten. Die griechischen Geschichtsschreiber Herodot und Thukydides berichten, dass König Minos einst die Meere beherrscht (siehe dazu Thalassokratie) und ganze Kolonien auf ägäischen Inseln und an der kleinasiatischen Küste begründet habe. Ein politischer und ökonomischer Einfluss der Minoer im Bereich der Ägais und des Festlandes (vor allem auf Thera, in Theben, Lakonien und Messinien) ist durch vielfältige archäologische Funde tatsächlich unbestreitbar. In der Forschung ist jedoch umstritten, in welchem Maße die Minoer politische und verwaltungstechnische Kontrolle außerhalb Kretas tatsächlich ausüben konnten. Problematisch ist dabei vor allem der Begriff der „Kolonien“. So wurde auf Thera bisher kein Verwaltungsgebäude entdeckt, in dem Siegelabdrücke zu erwarten wären. In anderen Gebieten außerhalb Kretas tauchen minoische Schriftzeichen der Linear-A-Schrift ungewöhnlich selten auf. Es kann daher angenommen werden, dass die „Kolonien“ überwiegend Handelsstationen waren und nur sehr eingeschränkt eine politische Rolle spielten.
Die Weigerung des Minos, den kretischen Stier zu opfern, kann mit der Weigerung erklärt werden, gegen die Sitte der unblutigen Opfer zu verstoßen, die auf Kreta herrschte. Allerdings sind bereits am Ende der Zeit der Alten Paläste (um 1700 v. Chr.) blutige Stieropfer für Kreta bezeugt.

## Chronologie und Periodisierung
Chronologie und Periodisierung der minoischen Kultur sind bis heute mit Problemen verbunden, was zum Teil daran liegt, dass Archäologen und Sprachwissenschaftler die Linear-A-Schrift der Minoer, anders als die altägyptischen Hieroglyphen, bisher nur in Ansätzen entschlüsseln konnten, zudem die benutzte Sprache unbekannt ist. Somit sind Datierungen wie bei der Ägyptologie auf Grundlage von Königslisten nicht möglich, zumal im überlieferten Linear-A-Material keine derartigen Listen zu identifizieren sind. Sir Arthur Evans stützte sich bei seiner Periodisierung daher vor allem auf stratifizierte Keramikfunde und den Umstand, dass Gefäße aus gebranntem Ton in relativ kurzen Zeiträumen stilistischen Veränderungen unterworfen sind. Die Objekte befanden sich häufig noch in intakten Kulturschichten, die sich mit der Zeit übereinander ablagerten und jeweils einer Zeit zugeordnet werden konnten. Evans unterschied drei Epochen: die sogenannte Frühminoische, die Mittelminoische und die Spätminoische. Diese Phasen unterteilte er in feinere Abschnitte (I, II und III), zudem in eine frühe und eine späte Phase (a und b). Ägyptische Beifunde, die sich relativ genau zeitlich einordnen lassen, führten zu ersten Synchronisationen mit der ägyptischen Chronologie, was durch Handelsobjekte aus Kreta in altägyptischen Fundzusammenhängen eine Stütze findet. Schon 1909 erstellte Diedrich Fimmen eine synchronistische Tabelle für die „kretisch-mykenische Kultur“ in Bezug zur ägyptischen Chronologie. Einzelne historische Ereignisse des minoischen Kretas können jedoch weder aus der Keramik noch aus ägyptischen Funden rekonstruiert werden. An Entwicklungen und Zäsuren lassen sich lediglich die Bildung von palatialen Zentren, das Erscheinen der Schrift sowie die Zerstörung der Paläste nachweisen. So richtete sich die 1958 auf dem V. Internationalen Kongress für Vor- und Frühgeschichte in Hamburg vorgestellte Klassifizierung des griechischen Archäologen Nikolaos Platon nach den Bauphasen der minoischen Paläste. Dabei werden vier Phasen unterschieden: Vorpalastzeit, Alte Palastzeit (Zeit der alten Paläste), Neue Palastzeit (Zeit der neuen Paläste) und Nachpalastzeit (Zeit nach der Zerstörung des Palastes von Knossos). Nachfolgende Tabelle stellt die Chronologien von Evans und Platon in Bezug zu den ägyptischen Dynastien gegenüber:
| Periodisierung nach Evans und Platon, Version A | Periodisierung nach Evans und Platon, Version A | Periodisierung nach Evans und Platon, Version A | Periodisierung nach Evans und Platon, Version A | Periodisierung nach Evans und Platon, Version A |
| System von Evans                                | Chronologie v. Chr.                             | Ägyptische Dynastien                            | System von Platon                               | Chronologie v. Chr.                             |
| ----------------------------------------------- | ----------------------------------------------- | ----------------------------------------------- | ----------------------------------------------- | ----------------------------------------------- |
| Neolithische Epoche                             | bis 2700                                        |                                                 | Neolithische Epoche                             | bis 2600                                        |
| Frühminoisch I                                  | 2600–2400                                       |                                                 | Vorpalastzeit I                                 | 2600–2400                                       |
| Frühminoisch II                                 | 2400–2200                                       |                                                 | Vorpalastzeit II                                | 2400–2100                                       |
| Frühminoisch III                                | 2200–2000                                       |                                                 | Vorpalastzeit III                               | 2100–1900                                       |
| Mittelminoisch I                                | 2000–1900                                       | 11. Dynastie oder Sesostris III. (12. Dyn.)     | Ältere Palastzeit I                             | 1900–1850                                       |
| Mittelminoisch II                               | 1900–1700                                       | 12. Dynastie                                    | Ältere Palastzeit II                            | 1850–1800                                       |
| Mittelminoisch III                              | 1700–1600                                       | 13.–17. Dynastie                                | Ältere Palastzeit III                           | 1800–1700                                       |
| Spätminoisch I                                  | 1600–1450                                       | 18. Dynastie                                    | Neuere Palastzeit I                             | 1700–1600                                       |
| Spätminoisch II                                 | 1450–1400                                       | 18.–20. Dynastie                                | Neuere Palastzeit II                            | 1600–1500                                       |
| Spätminoisch III                                | 1400–1100                                       | 20.–21. Dynastie                                | Neuere Palastzeit III                           | 1500–1450                                       |
|                                                 |                                                 |                                                 | Nachpalastzeit I                                | 1450–1320                                       |
|                                                 |                                                 |                                                 | Nachpalastzeit II                               | 1320–1260                                       |
|                                                 |                                                 |                                                 | Nachpalastzeit III                              | 1260–1150                                       |
| Subminoisch                                     | 1100–1000                                       |                                                 | Subminoisch                                     | 1150–1000                                       |

Die Vorpalastzeit umfasst jenen Zeitraum, in dem sich die wesentlichen Merkmale der Hochkultur herauszubilden begannen. Ihren Anfang nahm die Vorpalastzeit in der Bronzezeit um etwa 3100 v. Chr. Zu diesem Zeitpunkt verdrängte die Herstellung und Nutzung von Werkzeugen aus Bronze, einer Legierung aus Kupfer und Zinn, allmählich ihre Pendants aus Stein. Das Metall ermöglichte die Produktion neuartiger Arbeitsgeräte, die die landwirtschaftliche Bewirtschaftung so weit professionalisierten, dass sich die minoische Gesellschaft arbeitsteilig weiter ausdifferenzierte. Werkstatt und Handel bzw. Handwerker und Händler gewannen stark an Bedeutung. Am Ende der Vorpalastzeit bzw. dem Beginn der Alten Palastzeit um etwa 2000 v. Chr. entstanden schließlich die drei großen Paläste, namentlich Knossos, Malia und Phaistos. In der Alten Palastzeit schloss Kreta zu den kulturellen Leistungen des Alten Orients und des Alten Ägyptens auf. Dies betrifft das hohe Niveau an Schriftlichkeit, Verwaltung und Kunsthandwerk, aber auch weitreichende Handelsbeziehungen, die sogar über den Ägäisraum hinausgingen. Nach Panagiotopoulos könnte diese Phase von der Vorherrschaft der drei großen Paläste geprägt gewesen sein, die jeweils voneinander unabhängig über kleine Territorien herrschten. Das Ende der Alten Palastzeit wurde durch Erdbeben verursacht, die die Paläste in unterschiedlichem Ausmaße zerstörten. Der am wenigsten von der Naturkatastrophe betroffene Palast von Knossos könnte nach Ansicht von Panagiotopoulos in der Neuen Palastzeit ganz Kreta dominiert haben. In dieser Phase könnten die Minoer Handelsstationen in der gesamten Ägäis unterhalten haben. Dies legen zahlreich gefundene Linear-A-Tontafeln, Siegel, Gewichte und Keramiken nahe. In der Neupalastzeit kam es dreimal zur Zerstörung der Paläste. Am Ende des 17. Jh. v. Chr. traten wahrscheinlich durch den Ausbruch des Vulkanes Thera kleinere Schäden auf. Zwischen 1520 und 1500 v. Chr. wurden einige Paläste aufgrund von Zerstörungen aufgegeben (Sitia, Galatas, Amnissos und Vathypetro). Die folgenreichste Zerstörung erfolgte um 1450 v. Chr., wobei jedoch Knossos weitestgehend verschont blieb. Die Ursachen der Palastzerstörungen sind bis heute Gegenstand von Forschungsdebatten. In Frage kommen Erdbeben, innenpolitische Spannungen und/oder militärische Invasionen von außen.
Mit Ausnahme des Palastes von Knossos wurde in der Dritten Palastzeit keiner der bestehenden Paläste wieder aufgebaut, sondern nur neue Palastzentren errichtet. Die vorübergehende Schwächung des palatialen Systems auf Kreta erzeugte ein Machtvakuum, das womöglich mykenische Eroberer ausnutzten. Anhaltspunkte für eine mögliche mykenische Eroberung Kretas bieten veränderte Fundstücke. An die Stelle der minoischen Linearschrift A tritt etwa die mykenische Linearschrift B, eine frühe Form des Griechischen. Auch der Keramikstil glich sich dem des griechischen Festlandes an. Allerdings muss dieser kulturelle Wandel nicht unbedingt auf eine militärische Besetzung zurückzuführen sein. Die minoische Elite könnte sich auch verstärkt dem mykenischen Kunst- und Lebensstil zugewandt haben. Ein weiteres Problem an der Eroberungsthese besteht darin, dass es womöglich kein politisch geeintes mykenisches Königtum gegeben hat, das eine derart große Eroberung hätte bewerkstelligen können. Sicher ist nur, dass die alte minoische Palastkultur in der mykenischen Zeit, wenn auch in veränderter Form, weiter existierte. Entweder um 1370 v. Chr. oder erst um 1200 v. Chr. brannte auch der jüngste Palast von Knossos.
Die absolute Datierung der Epochen ist ungesichert und wird weiter diskutiert. Wichtigste Anhaltspunkte für die zeitliche Einordnung sind „Keftiu-Exporte“ nach Ägypten und umgekehrt sowie die Datierung der minoischen Eruption der Vulkaninsel Thera. Hier stehen sich derzeit die traditionelle, an der Chronologie Ägyptens orientierte Chronologie (zirka 1550/00) und eine 14C-Datierung eines Olivenastes mit 1628 bis 1600 v. Chr. gegenüber. War der Ast jedoch bereits selbst 100 Jahre alt, bleibt es bei der alten Datierung; wenn nicht, sind einige Zeitstufen des Mittel- und Spätminoikums zu verschieben, insbesondere wären der Beginn der Stufen SM IA und SM IB und das Ende von MM III ein Jahrhundert früher anzusetzen. Die Synchronisation mit der ägyptischen Chronologie (siehe oben) kommt nach Ansicht vieler Forscher mit den traditionellen niedrigen Daten besser zurecht.
Die folgende Tabelle gibt die Datierungen annäherungsweise an. Die beiden Hauptauffassungen, die traditionelle niedrige und die neuere hohe Datierung, weichen zwischen 2100 v. Chr. und 1370 v. Chr. voneinander ab.
| Periodisierung nach Evans und Platon, Version B | Periodisierung nach Evans und Platon, Version B                                 | Periodisierung nach Evans und Platon, Version B | Periodisierung nach Evans und Platon, Version B |
| Arthur Evans                                    | Nikolaos Platon                                                                 | niedrige Datierung                              | hohe Datierung                                  |
| ----------------------------------------------- | ------------------------------------------------------------------------------- | ----------------------------------------------- | ----------------------------------------------- |
| Frühminoisch                                    | Vorpalastzeit                                                                   |                                                 |                                                 |
| FM I                                            | Vorpalastzeit                                                                   | 3300–2700 v. Chr.                               | 3300–2700 v. Chr.                               |
| FM II                                           | Vorpalastzeit                                                                   | 2700–2300 v. Chr.                               | 2700–2300 v. Chr.                               |
| FM III                                          | Vorpalastzeit                                                                   | 2300–2100 v. Chr.                               | 2300–2100 v. Chr.                               |
| Mittelminoisch                                  | Vorpalastzeit                                                                   |                                                 |                                                 |
| MM I A                                          | Vorpalastzeit                                                                   | 2100–1900 v. Chr.                               | 2100–2000 v. Chr.                               |
| MM I B                                          | Altpalastzeit                                                                   | 1900–1800 v. Chr.                               | 2000–1900 v. Chr.                               |
| MM II                                           | Altpalastzeit                                                                   | 1800–1700 v. Chr.                               | 1900–1800 v. Chr.                               |
| MM III A                                        | Altpalastzeit                                                                   | 1700–1650 v. Chr.                               | 1800–1750 v. Chr.                               |
| MM III B                                        | Neupalastzeit                                                                   | 1650–1600 v. Chr.                               | 1750–1700 v. Chr.                               |
| Spätminoisch                                    | Neupalastzeit                                                                   |                                                 |                                                 |
| SM I A                                          | Neupalastzeit                                                                   | 1600–1480 v. Chr. (Thēra 1550 v. Chr.)          | 1700–1580 v. Chr. (Thēra 1628 v. Chr.)          |
| SM I B                                          | Neupalastzeit                                                                   | 1480–1430 v. Chr.                               | 1580–1490 v. Chr.                               |
| SM II                                           | Dritte (kretomykenische) Palastzeit (nicht nach Platon, nachträglich eingefügt) | 1430–1390 v. Chr.                               | 1490–1430 v. Chr.                               |
| SM III A1                                       | Dritte (kretomykenische) Palastzeit (nicht nach Platon, nachträglich eingefügt) | 1390–1370 v. Chr.                               | 1430–1370 v. Chr.                               |
| SM III A2                                       | Nachpalastzeit                                                                  | 1370–1320 v. Chr.                               | 1370–1320 v. Chr.                               |
| SM III B                                        | Nachpalastzeit                                                                  | 1320–1190 v. Chr.                               | 1320–1190 v. Chr.                               |
| SM III C                                        | Nachpalastzeit                                                                  | 1190–1100 v. Chr.                               | 1190–1100 v. Chr.                               |
| Subminoisch                                     |                                                                                 |                                                 |                                                 |
| Subminoisch                                     | 1100–1000 v. Chr.                                                               | 1100–1000 v. Chr.                               |                                                 |

Nach der niedrigen Datierung besteht folgende Synchronisation mit Ägypten:
| Kreta                   | Zypern   | Griechisches Festland  | Ägypten                                                                          |
| ----------------------- | -------- | ---------------------- | -------------------------------------------------------------------------------- |
| MM I B, Altpalastzeit   | MC I B   | MH I                   | Amenemhet II. bis Nofrusobek (12. Dynastie)                                      |
| MM II, Altpalastzeit    | MC II    | MH II                  | Wegaf / Sobekhotep I. bis Jaib (13. Dynastie)                                    |
| MM III A, Altpalastzeit | MC III A | MH II                  | Aja I. bis Hori (13. Dynastie)                                                   |
| MM III B, Neupalastzeit | MC III B | MH III (Schachtgräber) | Zweite Zwischenzeit (1648 bis 1550 v. Chr.)                                      |
| SM I A, Neupalastzeit   | LC I A   | SH I                   | Ahmose I. bis Thutmosis II. (18. Dynastie)                                       |
| SM I B, Neupalastzeit   | LC I B   | SH II A                | Hatschepsut, Thutmosis III. (18. Dynastie)                                       |
| SM II                   | LC II    | SH II B                | Amenophis II., Thutmosis IV. (18. Dynastie)                                      |
| SM III A1               | LC III   | SH III A1              | Amenophis III. (18. Dynastie)                                                    |
| SM III A2               | LC III   | SH III A2              | Echnaton bis Tutanchamun / Eje II. (18. Dynastie) (Amarnazeit 1343–1331 v. Chr.) |

Mit der hohen Datierung verschiebt sich die Synchronisierung mit Ägypten wesentlich – vorausgesetzt, man hält an den traditionellen Daten der ägyptischen Chronologie fest und datiert minoische Funde der betroffenen minoischen Zeitstufen auch relativ zur ägyptischen Chronologie früher:
| Kreta                   | Zypern   | Griechisches Festland  | Ägypten                                                                          |
| ----------------------- | -------- | ---------------------- | -------------------------------------------------------------------------------- |
| MM I B, Altpalastzeit   | MC I B   | MH I                   | Amenemhet I. bis Amenemhet II. (12. Dynastie)                                    |
| MM II, Altpalastzeit    | MC II    | MH II                  | Sesostris II. bis Nofrusobek (12. Dynastie)                                      |
| MM III A, Altpalastzeit | MC III A | MH II                  | Wegaf / Sobekhotep I. bis Sechemrechuitaui (13. Dynastie)                        |
| MM III B, Neupalastzeit | MC III B | MH III (Schachtgräber) | Sehetepibre bis Aja I. (13. Dynastie)                                            |
| SM I A, Neupalastzeit   | LC I A   | SH I                   | Zweite Zwischenzeit (1648 bis 1550 v. Chr.)                                      |
| SM I B, Neupalastzeit   | LC I B   | SH II A                | Ahmose I., Amenophis I., Thutmosis I. (18. Dynastie)                             |
| SM II                   | LC II    | SH II B                | Thutmosis II., Hatschepsut, Thutmosis III. (18. Dynastie)                        |
| SM III A1               | LC III   | SH III A1              | Amenophis II. bis Amenophis III. (18. Dynastie)                                  |
| SM III A2               | LC III   | SH III A2              | Echnaton bis Tutanchamun / Eje II. (18. Dynastie) (Amarnazeit 1343–1331 v. Chr.) |

Nach neueren Erkenntnissen ist es allerdings sehr unwahrscheinlich, dass die Thera-Eruption bereits während der Zweiten Zwischenzeit stattfand. Neuere Befunde, vor allem bei der Erforschung von Auaris, scheinen die „traditionelle“ relative Synchronisation der minoischen Zeitstufen zur Ägyptischen Chronologie zu bestätigen.

## Siedlungsgeschichte
Kreta wurde wahrscheinlich erstmals im Paläolithikum von Menschen besiedelt. Bei Plakias (Preveli, Schinaria, Kotsifou) im Regionalbezirk Rethymno wurden Werkzeuge aus Stein, Knochen und Hörnern gefunden, die ein Alter von zum Teil mehr als 130.000 Jahren aufweisen. Da Kreta letztmals während der Messinischen Salinitätskrise bis vor über 5 Millionen Jahren mit dem griechischen Festland verbunden war, müssen die Menschen mit einfachen Schiffen oder Flößen übergesetzt sein. Versteinerungen von Hirschen, Zwergelefanten, Zwergmammuts, Zwergflusspferden und Nagetieren belegen, dass es ein reiches Beutespektrum für Jäger und Sammler gab. Die Zwergelefanten starben auf Kreta erst vor etwa 13.000 Jahren aus.
Im Mesolithikum lassen sich erste Hütten in Trypiti und Rousses bei Iraklio nachweisen. In Asfendos bei Sfakia sind Höhlenmalereien aus dem Mesolithikum und dem Neolithikum erhalten. Mit den Veränderungen der Jungsteinzeit, nämlich dem Beginn von Ackerbau und Viehzucht, gingen Sesshaftigkeit und die Errichtungen von Siedlungen einher. Interessanterweise belegen die Höhlenmalereien von Asfendos mit ihren Abbildungen von Hörnerwild, dass wohl beide Lebensformen, die des Jägers und Sammlers einerseits und die des Landwirts andererseits, einen kurzen Zeitraum über parallel nebeneinander existierten. Genuntersuchungen von 2017 beweisen für das Neolithikum eine Migrationsbewegung im Ägäisraum: Einwanderer aus Westanatolien ließen sich auf Kreta und dem griechischen Festland nieder. Sie waren die gemeinsamen Vorfahren der Minoer und Mykener. Die Genuntersuchungen geben aber auch Hinweise, warum sich die Schriftsysteme der Mykener und Minoer derart stark voneinander unterschieden. So fanden die Biochemiker bei den mykenerischen Skeletten zentralasiatische DNA-Spuren, die den Minoern fehlten. Gruppen von Steppennomaden müssen also das griechische Festland erreicht haben. Dorthin brachten sie womöglich eine indogermanische Sprache, aus der sich das Griechische entwickelt haben könnte. Da die Steppennomaden Kreta nicht besiedelten, entwickelte sich auf der Insel eine andere Sprache, die nicht mit dem Griechischen verwandt war.
Die Landwirtschaft wurde wahrscheinlich zwischen dem 8. und 4. Jahrtausend v. Chr. von seefahrenden Clans der kleinasiatischen Halbinsel nach Kreta gebracht. Dahin hatte sich die neolithische Agrarkultur vom sogenannten fruchtbaren Halbmond ausgebreitet. Dort hatten sich Tierhaltung, Landwirtschaft und das Leben in dauerhaften Siedlungen bereits Mitte des 9. Jahrtausends erstmals herausgebildet. Seit dem Neolithikum lassen sich auf Kreta auch Tongefäße nachweisen, denn mit der Sesshaftigkeit des Menschen waren schwere und zerbrechliche Gefäße zum Lagern, Kochen und der Aufnahme von Lebensmitteln gefragt. Neolithische Schichten lassen sich in Knossos, Phaistos, Gortyn, Katsambas, Mangasas bei Sitia, in Phourni bei Merambello, in der Eleithyia-Höhle bei Amnisos, in Ierapetra und in Höhlen auf der Halbinsel Akrotiri bei Chania nachweisen.
| Steinzeit auf Kreta | Steinzeit auf Kreta                                                                                           |
| --- | --- |
| Paläolithikum (Altsteinzeit) | 130000 – 9000 v. Chr.                                                                                         |
| Mesolithikum (Mittelsteinzeit) | 9000 – 7000 v. Chr.                                                                                           |
| Neolithikum (Jungsteinzeit) Präkeramisches Neolithikum (Vorkeramische Jungsteinzeit) Älteres Neolithikum Mittleres Neolithikum Jüngeres Neolithikum Ausgehendes Neolithikum | 7000 – 3500 v. Chr. 7000–6500 v. Chr. 6500–5700 v. Chr. 5700–4800 v. Chr. 4800–3800 v. Chr. 3800–3500 v. Chr. |

### Voraussetzungen für die Entstehung der Minoischen Kultur
Die Entstehung der Minoischen Kultur wurde durch geografische und geologische Faktoren begünstigt. Die Insel Kreta liegt an einer zentralen Stelle des östlichen Mittelmeerraumes und profitierte somit von den Kontakten zu den hochentwickelten Zivilisationen des Alten Ägyptens und Nahen Ostens. Die Lage zwischen den drei Kontinenten Europa, Asien und Afrika ließ dabei jedoch eine durchaus eigenständige Kultur auf dem bronzezeitlichen Kreta entstehen.
Kreta wird darüber hinaus von einer vielfältigen Landschaft auf relativ kleiner Fläche beherrscht: Gebirge, Meer und Ebenen. Das Meer bot die Möglichkeit zu reisen und mit den umliegenden Inseln und Ländern in Kontakt zu treten, zu fischen und Handel zu treiben. Die fruchtbaren Ebenen ermöglichten eine intensive landwirtschaftliche Nutzung und boten sich zur Errichtung von Dörfern und Städten an. Die Berge boten ein geeignetes Umfeld für die Jagd wie für die Tierhaltung und die Nutzung des damaligen Holzreichtums – bis ins 17. Jahrhundert n. Chr. war Kreta von teils dichten Wäldern bedeckt.

### Erste Siedlungen
In dem Zeitraum zwischen 7000 und 4800 v. Chr. lassen sich Siedlungen auf Kreta lediglich in Knossos nachweisen. Unterhalb der Ruinen des späteren minoischen Palastes wurden Pfostengruben ausgegraben, die aus dem Präkeramischen Neolithikum stammten. Verkohlte Samenreste, Knochen von Ziegen, Schafen, Schweinen, Rindern, Hunden und Hasen, aber auch erste Tier- und Menschenstatuetten zeugen davon, dass die Produktivität der frühen kretischen Gesellschaft stark zugenommen hatte. Manche Klingen und Abschläge sind aus Obsidian gefertigt. Das vulkanische Glas kam im nahen Umkreis nur auf den Inseln Nisyros und Melos vor – ein Indiz, das auf erste seefahrende Fähigkeiten hinweist.
In Knossos lässt sich mit dem Frühen Neolithikum erstmals auch Schmuck in Gestalt von Perlen und Halsbändern nachweisen. Solche Luxusgegenstände beweisen einen relativ hohen Lebensstandard der Bewohner. Die Zahl der gefundenen Statuetten, Werkzeuge und Gefäße stieg nun deutlich an. Mehr als 100 Menschen müssen bereits während des frühen Neolithikum in Knossos gelebt haben. Die Wände der Hütten wurden aus luftgetrockneten Ziegeln gebaut. Die Flachdächer bestanden aus mit Lehm abgedeckten Zweigen und beherbergten in der Regel zwei kleine, miteinander verbundene Räume. Die Hütten besaßen bereits Treppen, Abfallgruben und Herdstellen. Zunehmend wurden die Lehmfußböden der Häuser durch Kieselböden ersetzt. Im Spätneolithikum besitzen die Hütten erstmals zahlreiche Räume. Bis um 3000 v. Chr. dehnt sich Knossos auf einer Fläche von 25000 Quadratmetern bei einer Einwohnerzahl von 2000 Menschen aus.

### Werkzeuge
Verbessertes Werkzeug war ein wichtiger Bestandteil des neolithischen Haushalts. Werkzeuge wurden nun vermehrt zur Holzbearbeitung, zum Mahlen von Getreide, zum Schlachten des Viehs sowie für Web-, Leder- und Keramikarbeiten benötigt. Beile aus Felsgestein, Äxte, Meißel, Mörser, Reibschalen, Mahlsteine, Klingen, Webgewichte, Wirtel und Schiffchen sind die typischen Funde aus dem neolithischen Kreta. Werkzeuge wurden vor allem aus Serpentingestein, Kalkstein und Schiefer hergestellt – Gestein, das auf Kreta weit verbreitet ist. Spatel, Ahlen und Nadeln wurden aus Knochen domestizierter Tiere wie Schafe und Ziegen gefertigt.

## Geschichtliche Entwicklung der Minoischen Kultur

### Vorpalastzeit

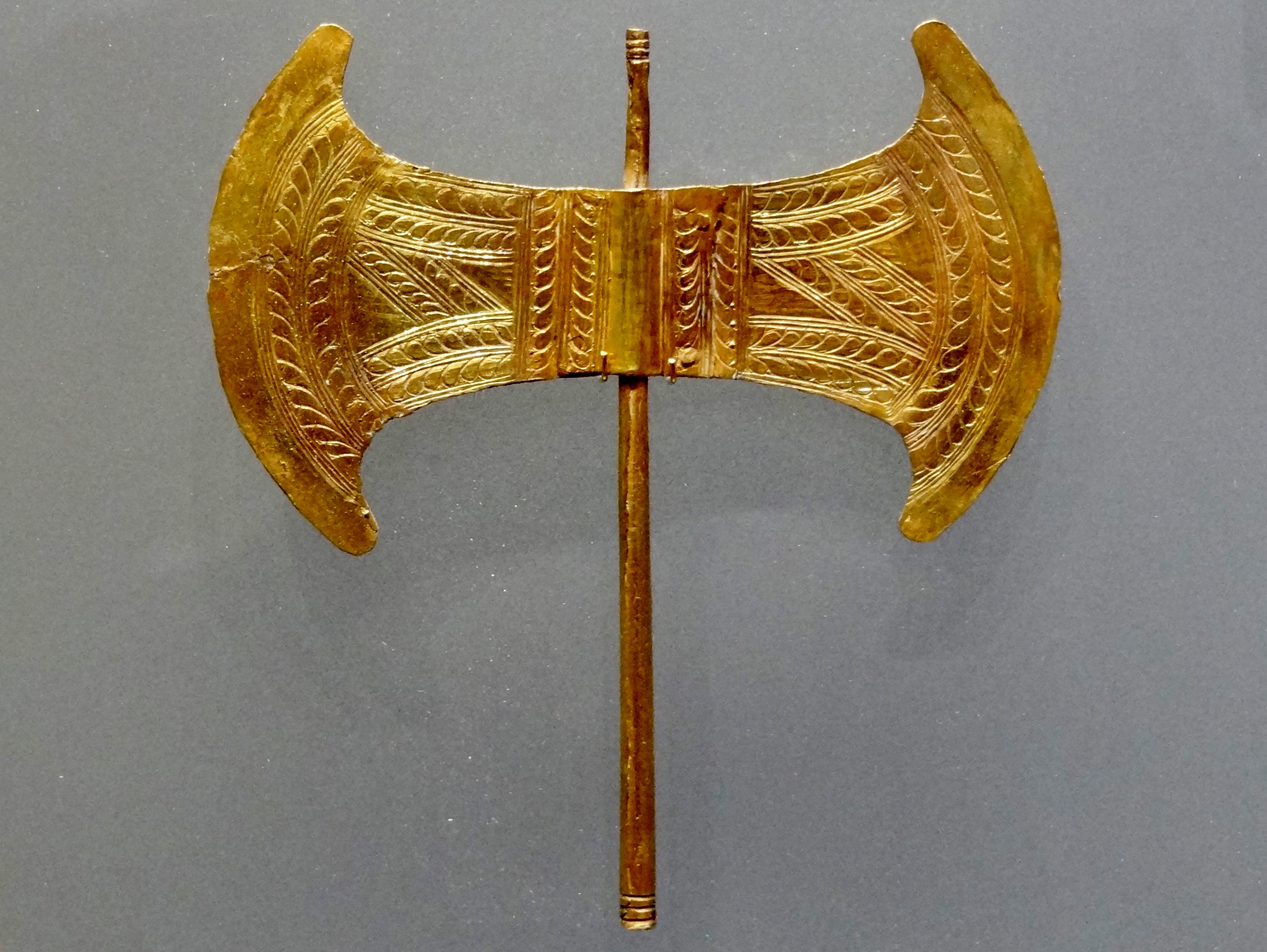
Kretominoische Doppelaxt (Labrys)

Die Vorpalastzeit (zirka 3300–2000/1900 v. Chr.) ist durch eine starke Zunahme der Siedlungsdichte auf Kreta gekennzeichnet. Faktoren dafür waren vermutlich Bevölkerungswachstum und landwirtschaftliche Innovationen wie zum Beispiel die sich in FM I vollziehende „Sekundärproduktrevolution“ (nach Andrew G. Sherratt), also die Nutzung von Tieren zu mehreren Zwecken. In FM II etablierte sich darauf der häufigere Anbau von Feldfrüchten wie zum Beispiel Oliven oder Trauben zur Herstellung von Wein. Die Siedlungen sind meist kleine Dörfer, in denen fünf bis acht Familien (25–50 Personen) in aneinandergebauten Häusern wohnen. Die Art der Bebauung diente vermutlich der Verteidigung; so bilden die Häuser der Siedlung von Phornou Korphi eine geschlossene Fassade. In der Keramikproduktion tauchen neue Formen auf und es wird mit der Metallverarbeitung begonnen. Während der Phase FM III ist ein starker Bevölkerungsrückgang zu verzeichnen. Mehrere Siedlungen werden aufgegeben. Die Ursachen sind unklar und die Funde dürftig. In der folgenden Epoche MM I kommt es wieder zu einem Aufschwung, auch in wirtschaftlicher und kultureller Hinsicht.
Vorpalastzeitliche Grabtypen differenzieren sich stark regional. Kuppelgräber (sog. Tholosgräber) finden sich hauptsächlich im Süden der Insel, insbesondere auf der Messara-Tiefebene, wo 75 (auf der ganzen Insel sind es 95) Gräber dieser Art nachgewiesen wurden. Etwa die Hälfte der datierbaren Tholoi aus dem Süden wurde auf FM I datiert. Zur gleichen Zeit gab es im Norden und Süden der Insel jedoch auch noch einfachere Bestattungen von mehreren Körpern in natürlichen Strukturen, wie Felsspalten. Eine Besonderheit stellt die stark kykladisch beeinflusste Nekropole von Agia Photia dar, denn dort wurden über 250 künstlich errichtete Höhlengräber gefunden, die beinahe ausschließlich aus FM I stammen. In FM II bleiben die Tholosgräber für die Messara-Ebene und ihre Umgebung weiterhin typisch, in Nordkreta setzt sich jedoch die Nutzung von rechteckigen Hausgräbern durch. Erwähnenswert ist das Gräberfeld von Phourni, in dem von FM II bis zum Ende des Minoikums in verschiedenen Grabtypen Personen beerdigt wurden. Grabbeigaben, wie zum Beispiel in der Nekropole von Mochlos, weisen auf die Herausbildung gesellschaftlicher Eliten hin. Für die Perioden FM III und MM IA stellt Phourni die wichtigste Stätte dar. Ein weiteres Grabbeispiel für MMIA ist Chrysolakkos bei Malia. In der Phase MMIA endet die Bestattung in Tholosgräbern in der Messara-Region.
Vorpalastzeitliche Handelskontakte bestehen vor allem mit den Kykladeninseln, aber auch mit Ägypten und zum Vorderen Orient, gegebenenfalls über Zypern.

### Altpalastzeit

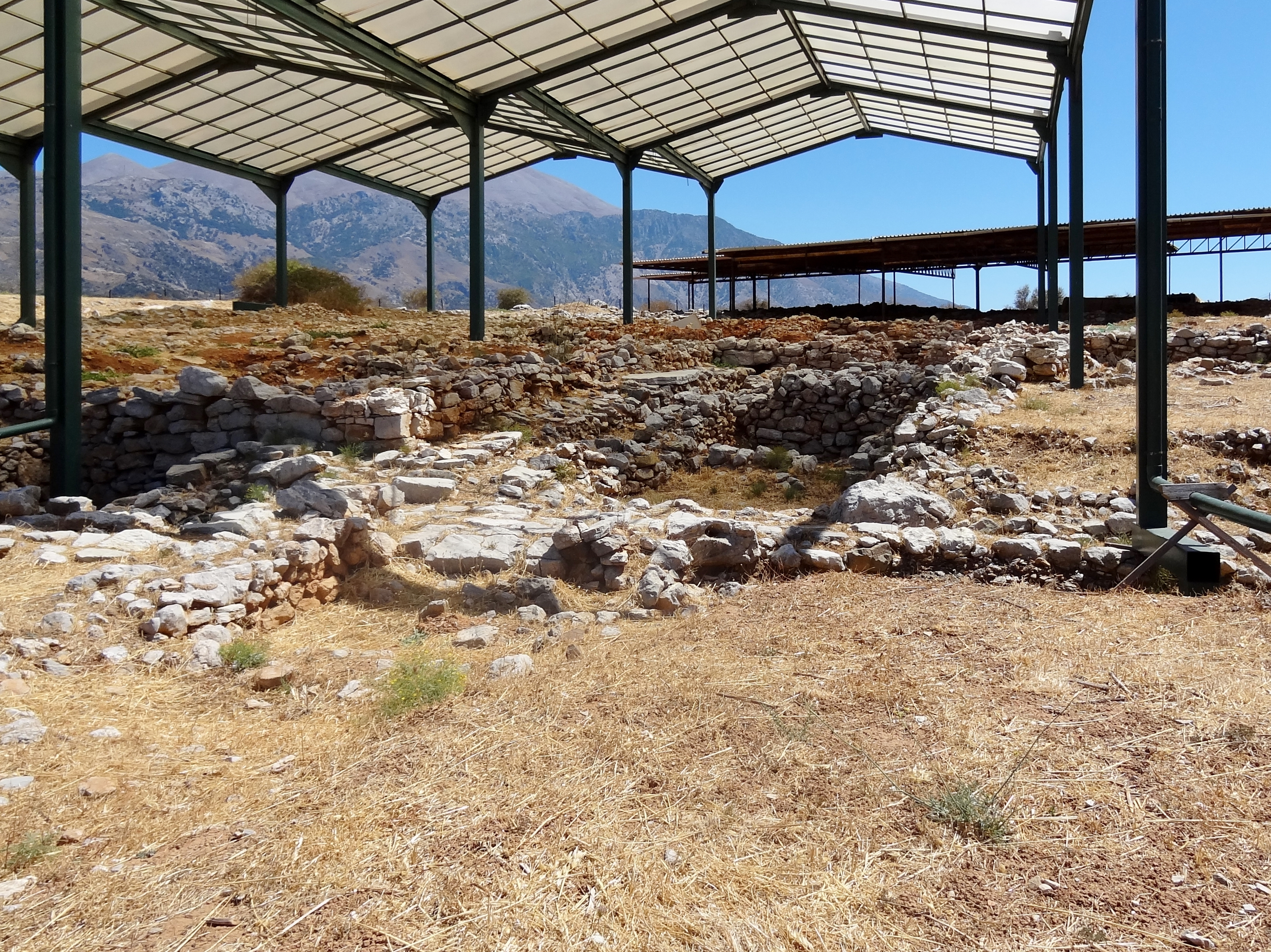
Ausgrabungsstätte von Monastiraki

Für die Altpalastzeit (zirka 2000/1900–1700 v. Chr.) sind Paläste in Knossos, Malia, Phaistos und Petras nachgewiesen. Wie es zur Entstehung der minoischen Paläste um etwa 2000 v. Chr. kam, ist bis heute unklar. Seit Arthur Evans wurde das Phänomen häufig durch Einwanderer aus den Hochkulturen des Alten Orients (etwa Ägypten, Libyen und Syrien) erklärt. Erst durch deren Wissen habe sich in der Altpalastzeit eine komplexe Gesellschaft auf Kreta entfalten können. Für diese These sprechen enge Handelsbeziehungen und eine ägyptisch beeinflusste Kunst. Allerdings unterscheiden sich die minoischen Paläste in vielen Bereichen von den Großanlagen des Alten Orients. So fehlen auf Kreta beispielsweise die massiven Verteidigungsmauern. Auch lässt sich bereits um 3000 v. Chr., also noch vor der Altpalastzeit, die Gründung von über 100 neuen Siedlungen nachweisen. Diese minoischen Siedlungen wiesen eher Ähnlichkeiten mit Orten auf den Inseln der Dodekanes und in Anatolien auf. Im Jahr 2013 verglichen Forscher schließlich das Genmaterial von Skeletten aus zwei minoischen Grabstätten mit der DNS von neolithischen und noch lebenden Menschen. Es zeigte sich, dass die Minoer sich offenbar aus Siedlern entwickelten, die bereits in der Steinzeit auf Kreta lebten. Verbindungen nach Nordafrika wurden nicht gefunden.
In Kato Zakros ist kein Vorgängerbau des spätpalastzeitlichen Palastes bekannt und es bleibt umstritten, ob überhaupt ein frühpalastzeitlicher Palast bestanden hat.
Auf dem knapp 500 Meter hohen Hügel Papoura bei der Stadt Kastelli wurde 2024 eine minoische Anlage mit acht konzentrischen Ringen und einem Außendurchmesser von 48 Metern entdeckt, die in der Altpalastzeit errichtet wurde.

### Neupalastzeit

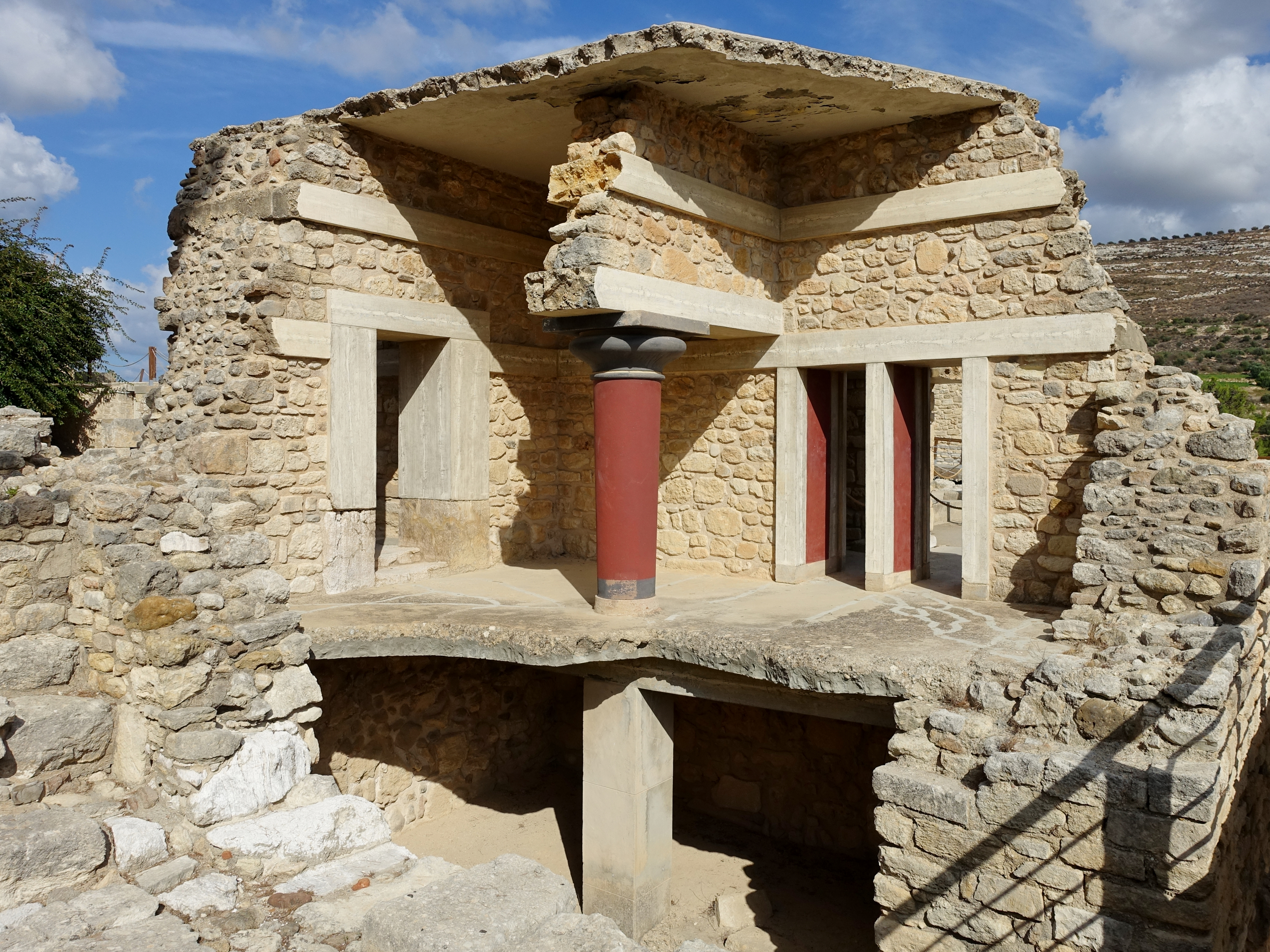
Rekonstruktion in Knossos

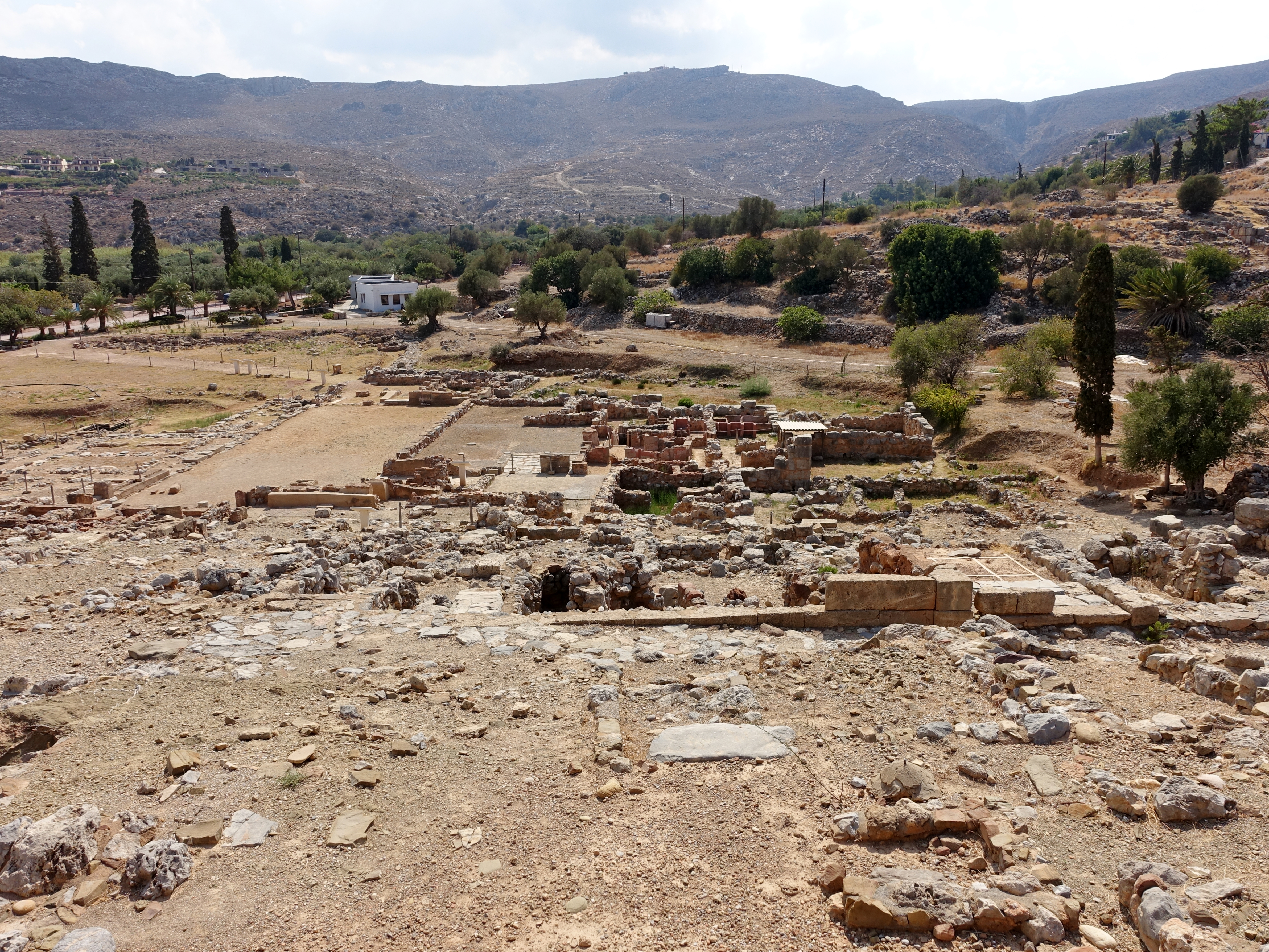
Palast von Zakros

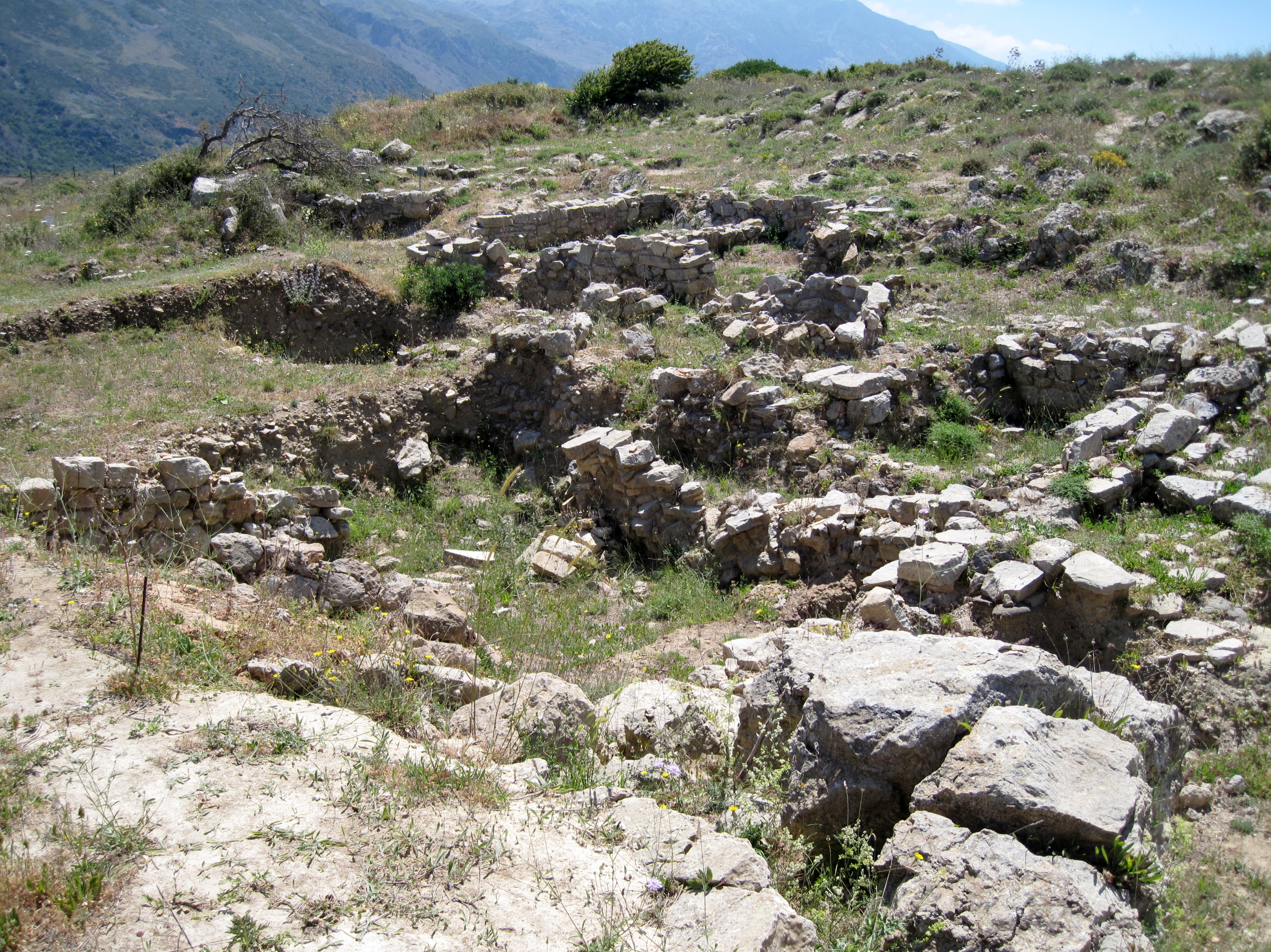
Spätminoische Baureste in Sybrita

Der Übergang zur Neupalastzeit (ca. 1700–1450 v. Chr.) verlief relativ harmonisch. Der Palast von Knossos wurde beim Wiederaufbau vergrößert, der Palast von Phaistos aufgrund von Einsturzgefahr an der Ostseite verkleinert. Die Periode zeichnet sich durch ihre hochentwickelte Architektur aus. Außerdem entsteht in der Neupalastzeit eine Zahl von Gebäuden, die regional eine wichtige Position innehatten, aufgrund eines fehlenden Zentralhofs jedoch nicht als Palast, sondern meistens als Villen bezeichnet werden. Besonders herausragend unter ihnen ist die Villa von Agia Triada nahe bei Phaistos.

### Dritte Palastzeit und Nachpalastzeit
Um 1450 v. Chr. sind überall auf Kreta Spuren von Bränden und Zerstörungen nachweisbar. Die Zerstörungen am Ende von SM I B erstreckten sich über mehrere Dekaden zwischen 1500 und 1430 v. Chr. und zogen sich möglicherweise über eine Generation hin, dabei im Westen der Insel früher als im Osten. Diese Zerstörungen sind wohl auf die Eroberung Kretas durch mykenische Festlandgriechen zurückzuführen, wofür auch das Aufkommen von Waffengräbern mykenischer Art auf Kreta spricht. Die palatialen Zentren wurden zerstört, lediglich Knossos (möglicherweise auch Kydonia) bestand bis kurz nach 1350 v. Chr. fort, offenbar als Sitz eines mykenischen Herrschers. Jedenfalls ist der Palast nach Ansicht des Großteils der Gelehrten zwischen 1375 und 1350 v. Chr. zerstört worden, wahrscheinlich jedoch etwas später. Dementsprechend folgt eine „Dritte Palastzeit“ (etwa 1450–1330 v. Chr.) unter mykenischem Einfluss.
In der Nachpalastzeit (1330–1100 v. Chr.) besteht die minoische Kunst dennoch weiter. Während vorher die minoische Kultur die mykenische Kultur stark beeinflusst und vermutlich den Peloponnes erobert hat, verschmilzt nun Mykenisches und Minoisches. Allerdings bleiben auf Kreta typisch minoische Elemente bis zum Ende der Periode erhalten (teilweise mit Nachwirkungen in die archaische Zeit).
Andere Forscher sind allerdings der Meinung, die Datierung der in Knossos gefundenen Schrifttafeln auf zirka 1350 sei falsch und gehe auf Fehler des ersten Ausgräbers Evans zurück: Er habe versehentlich Geschirr, das aus einem älteren Gebäude gestammt habe, in denselben Kontext wie die Tafeln eingeordnet. Diese Linear-B-Tafeln – und damit die Zerstörung des Palastes von Knossos – seien in Wahrheit auf zirka 1200 zu datieren. Die Anhänger dieser Position gehen daher davon aus, dass Kreta um 1400 unter mykenische Kontrolle geriet, dass aber zumindest Knossos unter den neuen Herren noch knapp 200 Jahre lang geblüht habe.
Kreta war nun von Festlandgriechen beherrscht und wurde politisch Teil der mykenischen Welt. Mykenische Herrscher regierten in Knossos und eventuell auch in Kydonia. Die anderen ehemaligen minoischen Paläste wurden nie wieder bezogen. In der Zeit um zirka 1200 v. Chr. gab es auf dem Festland viele Zerstörungen und Umwälzungen, von denen auch Kreta nicht verschont blieb. Die minoisch-mykenische Kultur hielt sich noch bis zirka 1050 v. Chr.
Die Geschichte Kretas in den „Dunklen Jahrhunderten“ zwischen 1100 und 750 v. Chr. ist bis heute weitgehend unklar.

### Theorien über den Untergang
Der Untergang der Minoer ist bis heute ungeklärt und bietet schon seit Anfang des 20. Jahrhunderts Stoff für Spekulationen. James Baikie veröffentlichte 1910 ein Buch, in dem erstmals der Ausbruch der Vulkaninsel Thera (Santorin) für das Ende der Minoer verantwortlich gemacht wird. Der griechische Archäologe Spyridon Marinatos griff diese Idee 1939 auf und veröffentlichte seine Theorie, wonach der Ausbruch um das Jahr 1500 v. Chr. sämtliche minoischen Küstenstädte zerstört haben müsse. Direkte Folgen der Thera-Eruption waren Tsunamis an der Nordküste Kretas, die Schäden an der minoischen Flotte und den Küstensiedlungen verursacht haben. Zwischenzeitliche Annahmen, dass die Eruption zu schwach war, um die Kultur nachhaltig zu beeinträchtigen, wurden durch neuere Forschungsergebnisse widerlegt. Sie kann den Untergang der Minoer jedoch nicht direkt herbeigeführt haben, da die minoische Kultur noch rund einhundert Jahre nach dem Ausbruch existierte (SM I B), neue Keramikstile hervorbrachte und Fernhandel trieb. Der Ausbruch und der ihn begleitende Tsunami wird auf ca. 1645 v. Chr. (± 20 Jahre) datiert. Die archäologischen Funde sprechen jedoch gegen eine plötzliche Zerstörung der minoischen Kultur durch die Eruption.
Dennoch muss die Eruption einen erheblichen Einfluss auf die minoische Welt gehabt haben. Daher wird die Möglichkeit diskutiert, dass die Thera-Eruption die minoische Kultur indirekt und langfristig schädigte. Eine These lautet, dass Thera die einzige Kykladeninsel war, die innerhalb einer Tagesreise von Kreta erreicht werden konnte. Da die Handelsschiffe der Bronzezeit nachts nicht fuhren, war Thera daher der zentrale Trittstein für die Verbindung zwischen Kreta und den Märkten im Norden. Die Zerstörung der Insel wirkte sich demnach indirekt auf den Handel aus. Ein Netzwerkmodell des bronzezeitlichen Seehandels in der Ägäis lässt annehmen, dass die Vernichtung des Stützpunktes Akrotiri auf Thera kurzfristig verstärkte Handelsanstrengungen über Alternativrouten ausgelöst hat. Langfristig hätte aber der erhöhte Aufwand den Fernhandel erheblich eingeschränkt, so dass der Niedergang der Minoer indirekt durch den Vulkanausbruch gefördert worden sein kann. Weiter stehen als Ursachen für den Niedergang der Minoer aber andere schwere Erdbeben, der Wegfall von Absatzmärkten für kretische Produkte oder innere Unruhen zur Diskussion. Sicher ist nur, dass schließlich mykenische Herrscher den Palast in Knossos übernahmen. Sie könnten lediglich vom Untergang der minoischen Macht profitiert haben, ohne dass eine militärische Invasion erfolgte.
Die Frage nach dem Untergang der minoischen Kultur fand zu Beginn der Forschungen deshalb großes Interesse, weil die Minoer ohne Verbindung zur späteren Kultur Griechenlands verschwunden zu sein schienen. Die 1952 gelungene Entzifferung der Linear-B-Schrift bewies aber die Anwesenheit einer griechisch sprechenden Herrscherschicht in der Nachpalastzeit ebenso wie die einer nichtgriechischen in den vorausgegangenen Phasen der Linear-A-Schrift. Die grundlegende Kontinuität in der Kultur Kretas über den Umbruch hinweg und der Beitrag der Minoer zur Ausbildung der griechischen Kultur werden seitdem immer deutlicher. Da sich auch mythologische Hinweise auf die Geburt des Zeus auf Kreta finden, sind die mit der Entstehung dieser Religion überlieferten Unruhen vielleicht ein Teil der geschichtlichen Wahrheit.

## Bevölkerung

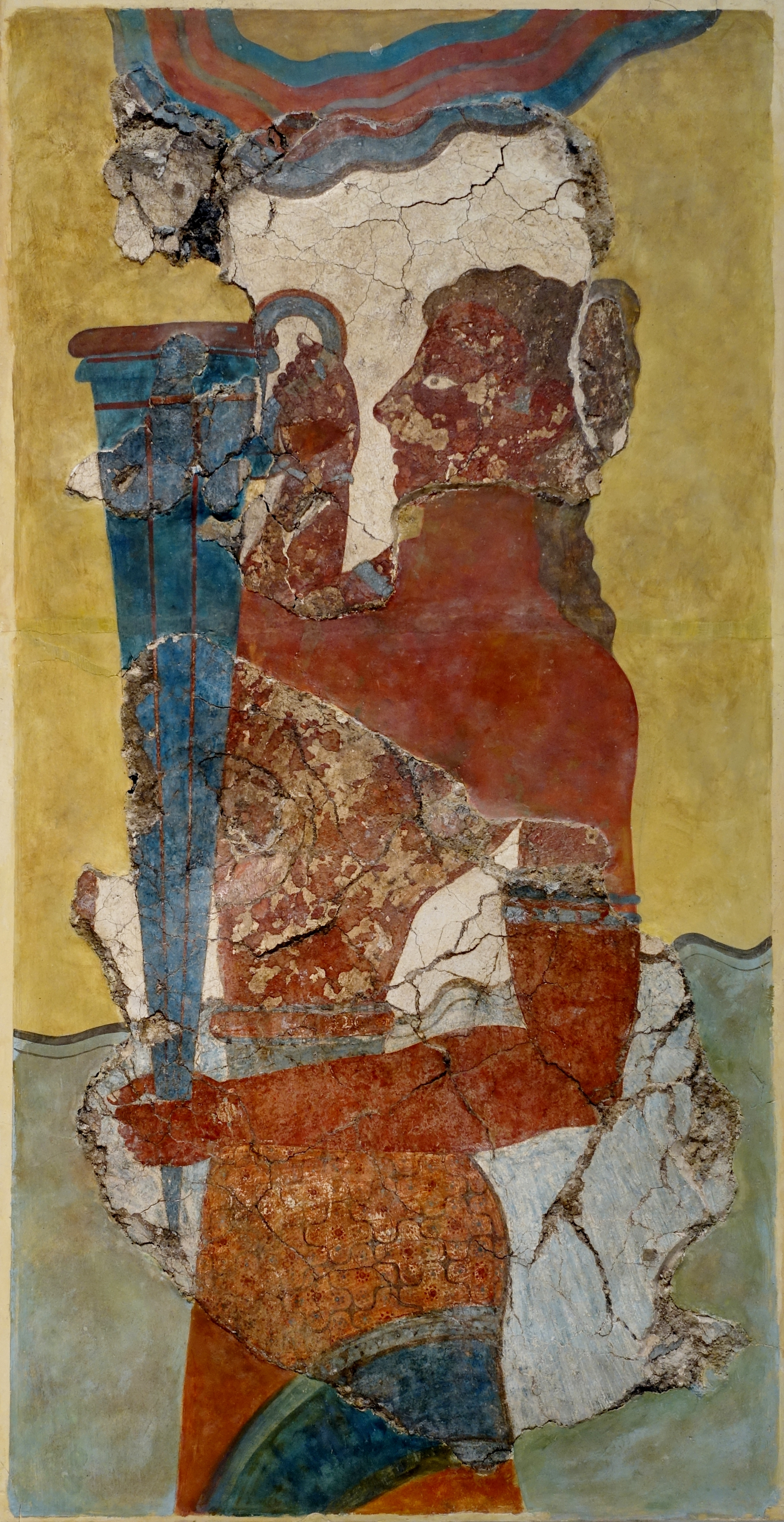
Rhytonträger. Teil des „Prozessions-Freskos“ aus Knossos (um 1400 v. Chr.)

Kreta war für damalige Verhältnisse äußerst dicht besiedelt. Dabei entsprach die Besiedlungsdichte in minoischer Zeit auf dem Land etwa der heutigen, während die Städte deutlich kleiner waren als die modernen. Für Knossos schwanken die Schätzungen zwischen 10.000 und 20.000 Einwohnern.
Viel zitiert ist Homers Beschreibung Kretas in der Odyssee als Land mit 90 Städten und einem bunten Gemisch von Völkern und Sprachen:
| Κρήτη τις γαῖ’ ἔστι μέσῳ ἐνὶ οἴνοπι πόντῳ, καλὴ καὶ πίειρα, περίρρυτος· ἐν δ’ ἄνθρωποι πολλοὶ ἀπειρέσιοι, καὶ ἐννήκοντα πόληες· - ἄλλη δ’ ἄλλων γλῶσσα μεμιγμένη· ἐν μὲν Ἀχαιοί, ἐν δ’ Ἐτεόκρητες μεγαλήτορες, ἐν δὲ Κύδωνες Δωριέες τε τριχάικες δῖοί τε Πελασγοί· - τῇσι δ’ ἐνὶ Κνωσός, μεγάλη πόλις, ἔνθα τε Μίνως ἐννέωρος βασίλευε Διὸς μεγάλου ὀαριστής, | Kreta ist ein Land im dunkelwogenden Meere, Fruchtbar und anmutsvoll und ringsumflossen. Es wohnen Dort unzählige Menschen, und ihrer Städte sind neunzig: Völker von mancherlei Stamm und mancherlei Sprachen. Es wohnen Dort Achaier, Kydonen und eingeborene Kreter, Dorier, welche sich dreifach verteilet, und edle Pelasger. Ihrer Könige Stadt ist Knossos, wo Minos geherrscht hat, Der neunjährig mit Zeus, dem großen Gotte, geredet. |

Diese Verse beziehen sich zwar auf eine spätere Epoche, nämlich um 1200 v. Chr., und wurden im späten 8. Jahrhundert v. Chr. schriftlich festgehalten, jedoch könnten bereits in minoischer Zeit verschiedene ethnische Gruppen im Zuge von Handelsverbindungen und kriegerischen Auseinandersetzungen auf die Insel gelangt sein. Genannt sind die Eteokreter (eingeborene Kreter), Kydonen, Achaier, Pelasger und Dorer (Dorier). Der antike griechische Geschichtsschreiber und Geograf Strabon (etwa 63 v. Chr. bis nach 23 n. Chr.) hält in seinem Werk Geôgraphiká (Γεωγραφικά) die Eteokreter und Kydonen für „wahrscheinlich ureinsässig“, während die Dorer später eingewandert seien. Man geht heute von der dorischen Landnahme auf Kreta nach 1100 v. Chr. aus, also erst in nachminoischer Zeit. Die Achaier werden oft mit den Mykenern gleichgesetzt, die um 1450 bis 1400 v. Chr. die Herrschaft auf Kreta übernahmen und die Nachpalastzeit prägten. Als Pelasger bezeichnet man hingegen nichtgriechischsprachige Gruppen der südlichen Balkanhalbinsel, die möglicherweise die Urbevölkerung Griechenlands darstellten.

## Gesellschaft

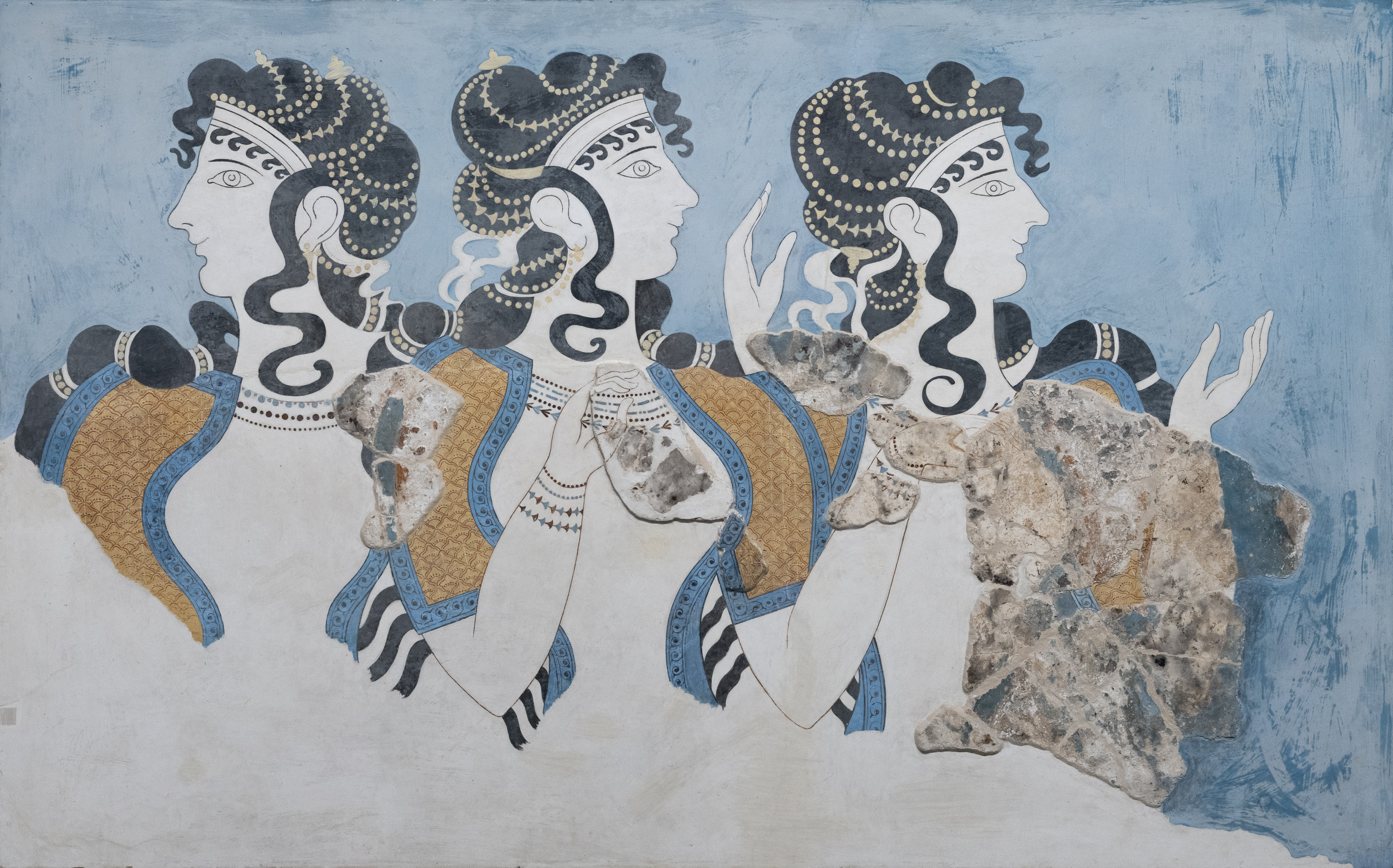
Fresko aus Knossos (1600–1450 v. Chr.)

Zweifellos differenzierte sich die minoische Gesellschaft auf dem Weg zur Hochkulturphase sozial (Arbeitsteilung), was zum Beispiel aus unterschiedlichen Grabausstattungen geschlossen wird. Ebenso ist eine ausgeprägte Spezialisierung feststellbar: Es gab Fischer, Ruderer, Kapitäne, Soldaten, Schreiber, Töpfer, Maler, Bauarbeiter, Architekten, Musiker etc. Ungeklärt bleibt aber, worin die soziale Stellung begründet und ob sie erblich war und ob zwischen Freien und Sklaven unterschieden wurde.
Die prominente Darstellung von Frauen, zumindest Priesterinnen, in der minoischen Kunst und in den Palastfresken hat zu Spekulationen über ein Matriarchat Anlass geboten. Unzweifelhaft hatten Frauen – etwa als Priesterinnen – gesellschaftlich wichtige Funktionen. Mittlerweile wird davon ausgegangen, dass Teile der ersten archäologischen Funde Fälschungen sind – so wurden Begleitfiguren der Schlangengöttin und eine Kiste, in der sie aufgefunden wurden, mithilfe von Radiokarbondatierung als wesentlich jüngeren Alters datiert – was aber in der Gesamtschau der verifizierten bildlichen Darstellung der Gesellschaft, in der Frauen oft als zentral und von Bediensteten umgeben dargestellt werden, der Einordnung der gesellschaftlichen Ordnung wenig Abbruch tut. John Younger aber betont, dass die Fragen nach der Stellung minoischer Frauen und dem Verhältnis der Geschlechter zueinander mangels aussagefähiger Quellen unbeantwortet bleiben müssen, auch wenn die griechische Überlieferung für eine sehr einflussreiche Position minoischer Frauen spricht und die minoische bildliche Überlieferung Frauen als zentrale Personen darzustellen scheint.
Die frühen Bauern Kretas wiesen genetisch die gleichen Vorfahren auf, wie die der Ägäis – sie erreichten zunächst in kleinen, anfangs isolierten Gruppen im 7. Jahrtausend v. Chr. die Insel. Im 6. Jahrtausend kam ein starker genetischer Genfluss aus Anatolien. Dabei lässt sich gegen Ende des Neolithikums und in der Frühen Bronzezeit erneut ein starker Genfluss aus dem Osten, und zwar vorrangig aus Anatolien nachweisen. Vom 17. bis 12. Jahrhundert kam es darüber hinaus zu einem weiteren Genfluss vom griechischen Festland her, wo sich wiederum schon länger ein mittel- und osteuropäischer Genfluss nachweisen lässt. Möglicherweise siedelten auch Gruppen aus Italien auf Kreta. Endogamie wurde, im Gegensatz zu vorhergehenden Zeiten, häufiger als je zuvor. Vor diesem Hintergrund ließ sich nachweisen, dass nur auf Kreta die „cross-cousin unions“ (Kreuzcousin(en)heiraten) Bestand hatten, eine Praxis, durch die sich von der Kreta umgebenden Welt abweichende gesellschaftliche Vorstellungen ausgedrückt haben müssen. Dabei wurden als Ehepartner Cousins, bzw. Cousinen 1. Grades stark bevorzugt. Möglicherweise hängt dies damit zusammen, dass der Anbau bestimmter Früchte, wie etwa von Oliven, eine erhöhte Orts- und Arbeitskonstanz verlangte.

## Kunst und Handwerk

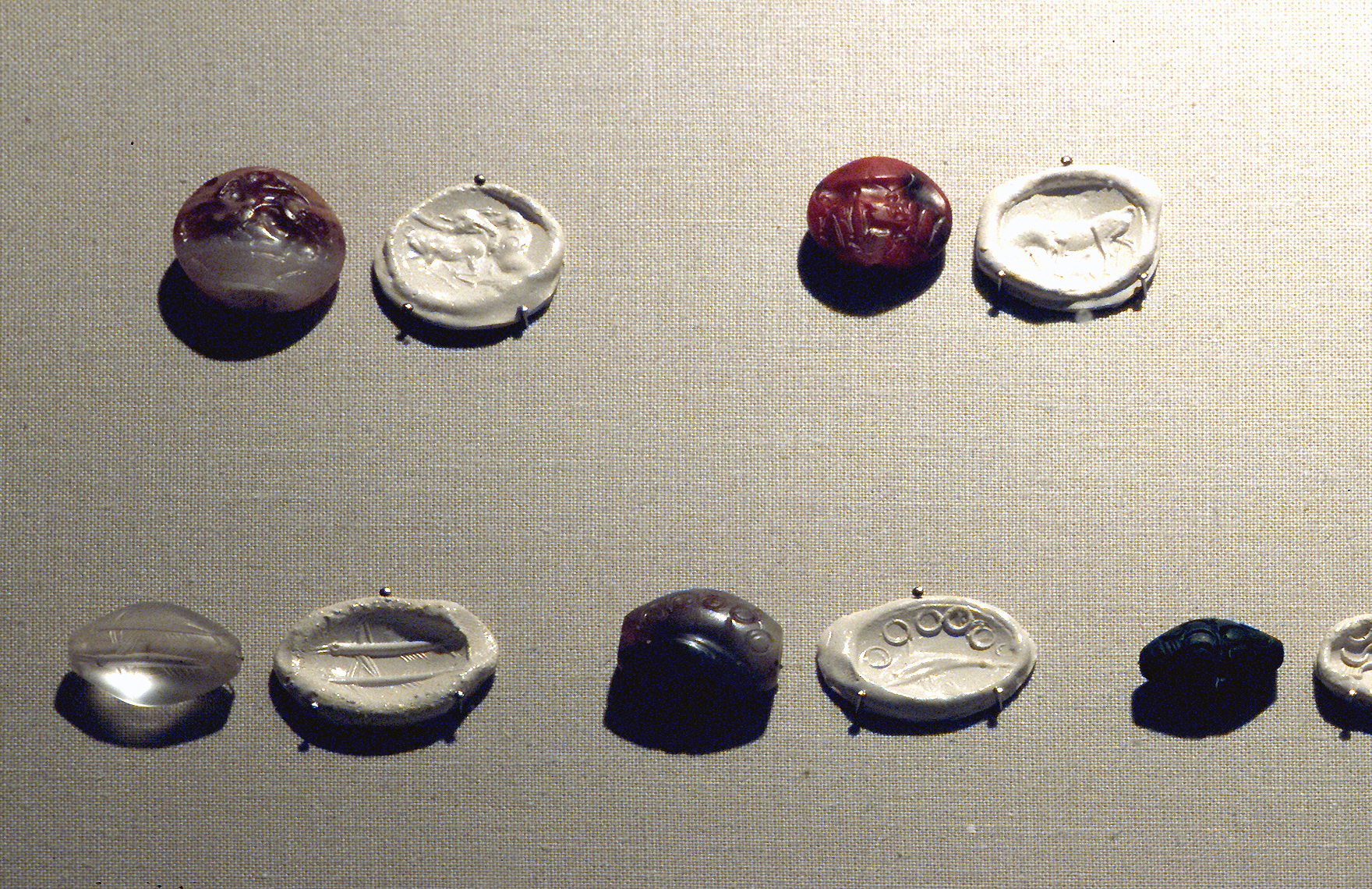
Minoische Siegel

Von der Kunstfertigkeit der Minoer zeugen insbesondere die minoischen Palastanlagen in Knossos, Phaistos und Malia. Zahlreiche kunstvolle Wandfresken und filigrane Siegel bezeugen den hohen Entwicklungsstand der minoischen Kultur.

### Keramik
Keramik gibt es auf Kreta, wenn auch unbemalt, seit der Jungsteinzeit. Manche Stile wurden daraufhin in der Bronzezeit weitergeführt. Zu den FM I-Stilen gehört der weitgehend aus dem Neolithikum übernommene Pyrgos-Stil, der eine schwarze oder grau glänzende Oberfläche aufweist. Mit dem Agios-Onouphrios-Stil und dem Lenda-Stil entstand auf Kreta erstmals bemalte Keramik. In FM II setzte sich der Agios-Onouphrios Stil in Form des Koumassa-Stils fort und auch Keramik im Lenda-Stil wurde zunächst weiterhin produziert, doch die Periode FM IIB wird vom Vassiliki-Stil dominiert. Am Ende der Vorpalastzeit, in FM III und FM II, entwickelte sich der Hell-auf-Dunkel-Stil, und das bisherige Farbenrepertoire wurde durch rot ergänzt. Auch die Schlickermalerei ist zu dieser Zeit in Gebrauch.
Die gesamte Altpalastzeit wurde vom Kamares-Stil geprägt, bei dem meist abstrakte, lineare Muster (oft Spiralen) hell auf den matten, schwarzen Grund gemalt wurden. Die meisten und schönsten Stücke wurden in Phaistos und Knossos gefunden. J. Lesley Fitton schrieb über die Bedeutung und Qualität des Kamares-Stils: „Die Funde geben […] einen beeindruckenden Einblick in Kunst und Handwerk der frühen Palastzeit, denn einige von ihnen stehen für Errungenschaften, die in den folgenden Perioden vielleicht ebenfalls erlangt, jedoch nie übertroffen werden konnten.“
In der Neupalastzeit wandelte sich die Hell-auf Dunkel Bemalung zur Dunkel-auf Hell Bemalung. Bekannte Stile dieser Periode sind der Meeresstil, Flora-Stil, alternierende Stil und der abstrakt-geometrische Stil.

### Wandmalerei
Seit dem Neolithikum wurde bereits Putz in der Freskotechnik bemalt. In der frühen Bronzezeit waren Bemalungen hauptsächlich einfarbig rot. Seit Mittelminoisch I gibt es allerdings auch Belege für einfache geometrische Muster in Malia und Phaistos. Figürliche Darstellungen sind erst für die Periode MM II nachgewiesen.

## Sprache und Schrift
Der minoische Kulturraum umgrenzt auch einen Sprachraum; das Minoische oder auch die minoischen Sprachen wurden auf Kreta und weiteren ägäischen Inseln gesprochen. Sie zählen formal zu den altmediterranen Sprachen, genauer zu den ägäischen Sprachen.
Ältestes Zeugnis für den Gebrauch der Schrift auf Kreta sind in Archanes aufgefundene Siegel aus der Phase MM I. Die Zeichen werden nach dem Fundort als Archanesschrift bezeichnet. Spätere Entwicklungsstufen der Schrift sind das im Norden der Insel vorherrschende hieroglyphische System sowie die parallel existierende Linearschrift A, die auf nicht sehr zahlreichen Tontafelfragmenten und Siegeln überliefert sind. Einzigartig und rätselhaft ist der mit Schriftzeichen versehene Diskos von Phaistos, möglicherweise eine neuzeitliche Fälschung. Sollten die Schriftzeichen, wie vermutet, gestempelt worden sein, stellt dies für die Zeit vor 3700 Jahren eine beispiellose Innovation dar.
Aus der minoischen Linearschrift A leitet sich die von den Mykenern verwendete altgriechische Linearschrift B ab. Die den zunächst hieroglyphisch und später in Linearschrift A abgefassten Textzeugnissen zugrundeliegende minoische Sprache (oder eventuell auch: Sprachen, siehe auch Altmediterrane Sprachen) ist zwar durch Vergleiche mit der griechischen Linearschrift B teilweise lesbar, konnte aber bisher nicht entschlüsselt oder auch nur einer bekannten Sprachfamilie sicher zugeordnet werden. Im Osten Kretas hat sie offenbar bis in historische Zeit überlebt. Es wurden hier einige in griechischen Schriftzeichen abgefasste Inschriften gefunden, deren Sprache als Eteokretisch bezeichnet wird.
Grafische Skizzierung der zeitlichen Abfolge der Schriften:
| Phase                         | Kretische Hieroglyphen           | Linearschrift A            | Linearschrift B |
| ----------------------------- | -------------------------------- | -------------------------- | --------------- |
| MM I (präpalatial)            | bezeugt (erster Schriftgebrauch) | – (?)                      | –               |
| MM II (protopalatial)         | bezeugt                          | bezeugt („Proto-Linear A“) | –               |
| MM III A (Beginn neopalatial) | bezeugt                          | bezeugt                    | –               |
| MM III B                      | – (?)                            | bezeugt                    | –               |
| SM I A                        | –                                | bezeugt                    | –               |
| SM I B (Ende neopalatial)     | –                                | bezeugt                    | –               |
| SM II (Beginn postpalatial)   | –                                | – (?)                      | bezeugt         |
| SM III A                      | –                                | –                          | bezeugt         |
| SM III B                      | –                                | –                          | bezeugt         |

## Religion

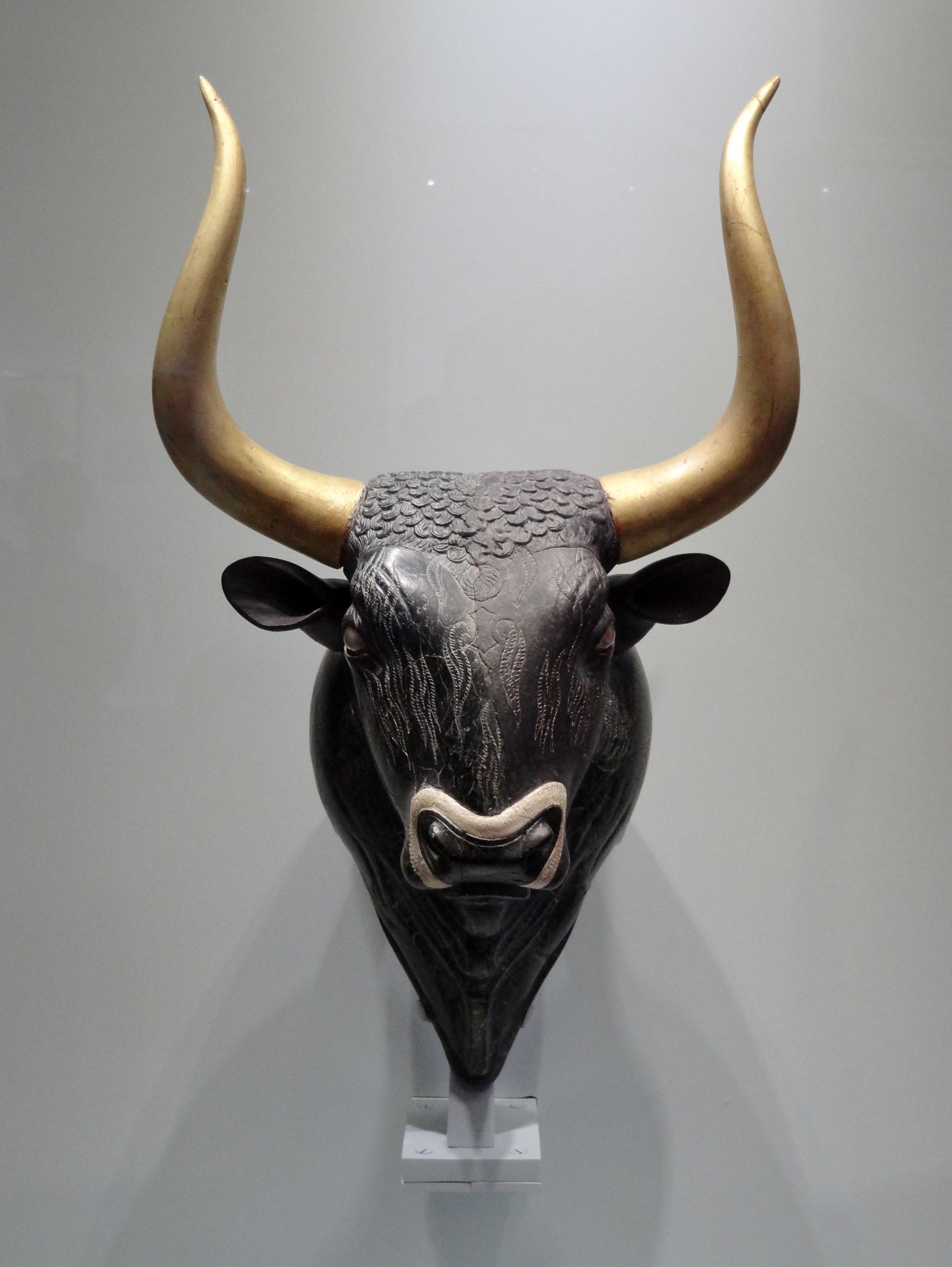
Minoisches Stier-Rhyton

Zentren kretisch-minoischer Religion bildeten Gipfel- und Höhlenheiligtümer ebenso wie Höhlen. Auch die Paläste, in denen Altare und Hauskapellen gefunden wurden, dürften letztlich kultischen Funktionen gedient haben.
Darstellungen, vor allem auf Siegeln und Ringen, lassen auf die für Ackerbaugesellschaften typische polytheistische Religion schließen. Mögliche Götter und Göttinnen sind in der Natur dargestellte männliche und weibliche Figuren, die als „Herrin“ bzw. „Herr der Tiere“ bezeichnet werden. Auch die in Knossos gefundenen Statuen von „Schlangengöttinnen“ könnten Beispiele für minoische Götter sein. In Mykene gefundene Linear-B-Tafeln zählen außerdem neben olympischen Göttern auch zwei andere auf, die „Piptuna“ und „Herrin der Winde“ genannt werden und vielleicht minoischen Ursprungs sind. Die lange Zeit vertretene und von Arthur Evans eingeführte These einer monotheistischen Religion mit einer Muttergöttin gilt deshalb heute als widerlegt, auch wenn es keine eindeutigen Beweise gegen diese Annahme gibt. Möglicherweise war die kretische Religion geschlechtsspezifischer als die spätere griechische. Frauen werden meist mit weiblichen Gottheiten dargestellt, Männer mit männlichen.
In Heiligtümern wurden Votivgaben aus Ton, Bronze und Silber entdeckt, die Miniaturabbildungen von Tieren, Fabelwesen und menschlichen Gliedmaßen darstellen. Abbildungen eines Stieres können als symbolisches Opfer des dargestellten Tieres, ein Fuß als Gebet um Gesundheit des Körperteils interpretiert werden.
Die Bemalung des auf Kreta gefundenen Sarkophags von Agia Triada zeigt unter anderem eine Opferszene: Mehrere im Profil dargestellte Priesterinnen bringen ein Stieropfer dar. Der Stier wird auf einem separaten Altar (Opfertisch) geschlachtet. Im Hintergrund ist ein Aulosspieler erkennbar. Am rechten Rand des Bildes sind ein Altar, ein mit einer Doppelaxt geschmückter Pfeiler sowie eine Art Schrein mit Doppelhörnern und einem Baum zu erkennen. Diese Elemente finden sich auch in der Levante und so hat die Geschichte mit der „Königstochter Europa“ wohl einen realeren Hintergrund.
Durch neuere archäologische Funde (1979) bei Anemospilia und Knossos sind auch auf Kreta die für vergleichbare Religionen typischen Menschenopfer belegt.

## Außenbeziehungen

Die Minoa – Nachbau eines minoischen Schiffes in Chania

Die Minoer waren geschickte Seefahrer, und spätere antike Autoren wie Thukydides, Herodot, Aristoteles und Platon berichteten von einer „Thalassokratie“ (Meeresherrschaft) des Königs Minos, der die erste Seemacht im Mittelmeer aufbaute. Seine Stellung übernahmen nach dem Untergang der minoischen Kultur wohl zunächst die Phönizier – allerdings ist die These von der minoischen Seeherrschaft in der Forschung heute nicht mehr unumstritten.
In jedem Fall aber belegen archäologische Funde ein Ausstrahlen der minoischen Kultur im östlichen Mittelmeer (bis Sizilien). Auf der Inselgruppe der Kykladen in der südlichen Ägäis weist die Kykladenkultur der Bronzezeit in Architektur und Kunst starke Bezüge zur benachbarten minoischen Kultur auf, und der auf den Kykladen und an den griechischen Küsten teilweise bis heute vorkommende Ortsname „Minoa“ verweist auf die Anwesenheit von Kretern. Unter kretischem Einfluss standen unter anderem die Inseln Santorin (Thera), Kythira, Rhodos (vor allem Ialysos) und Melos sowie das kleinasiatische Milet, evtl. auch Zypern. Auch wenn Charakter und Ausmaß der politischen und wirtschaftlichen Abhängigkeit von Kreta unterschiedlich gewertet werden, werden diese Außenposten minoischer Kultur manchmal als kretische Handelsstationen bzw. Kolonien angesprochen.
Enge Beziehungen bestanden zu Ägypten. Bis um etwa 1400 v. Chr. finden sich in ägyptischen Gräbern immer wieder Darstellungen kretischer Gesandtschaften. Im ägyptischen Auaris (im Delta) wurde gar ein im minoischen Stil ausgestalteter Palastkomplex vom Beginn der 18. Dynastie freigelegt.
Inschriften in Mesopotamien belegen Kontakte auch in diese Region.
Behauptete direkte Handelskontakte der Minoer bis in die Nordsee gelten als unbewiesen. Die Funde des Ethnologen und Hobbyarchäologen Hans Peter Duerr im nordfriesischen Wattenmeer, die er einem minoischen Schiff zuordnet, wurden von der Fachwelt bisher nicht anerkannt.

## Archäologische Stätten

### Archäologische Stätten auf Kreta (Auswahl)
- Agia Photia (wohl minoischer Landsitz; zudem Gräberfeld)
- Agia Triada (auch: Hagia Triada: minoischer Landsitz und Nachfolge von Phaistos)
- Atsipades Korakias (minoisches Höhenheiligtum)
- Agios Georgios (neupalastzeitliche Villa, auch Landsitz)
- Anemospilia (minoischer Tempel, wahrscheinlich Ort eines Menschenopfers)
- Apodoulou (mittel- bis spätminoische Siedlung)
- Apodoulou (spätminoisches Grab)
- Archanes (minoischer Palast)
- Armeni (spätminoisches Gräberfeld)
- Chalasmenos (spätminoische Siedlung)
- Chamaizi (altpalastzeitliches Haus)
- Chania (minoische Stadt, vielleicht Palast)
- Debla (vorpalastzeitliches Dorf aus FM I, das vielleicht nur saisonal bewohnt war)
- Eileithyia-Höhle (Kulthöhle mit Funden)
- Fourni (Nekropole bei Archanes mit minoischen Kuppelgräbern)
- Fournou Koryfi (vorpalastzeitliche Siedlung)
- Galatas (minoischer Palast)
- Gerokambos (früh- bis mittelminoische Grabanlage)
- Gournia (spätminoische Stadt)
- Idäische Grotte (Höhle im Ida-Gebirge mit Funden aus dem Endneolithikum und der Bronzezeit)
- Itanos (minoisch/dorische Hafenstadt)
- Kamares-Höhle (Höhle im Ida-Gebirge mit zahlreichen Funden von Kamareskeramik)
- Karphi (spät- bis subminoische Siedlung)
- Katalymata (ehemalige Höhensiedlung bei Pachia Ammos)
- Kato Zakros (minoischer Palast)
- Knossos (minoischer Palast)
- Kommos (minoische Hafenstadt und Villa)
- Makrygialos (minoischer Landsitz)
- Palast von Malia (minoischer Palast)
- Mochlos (minoische Ausgrabung auf der kretischen Insel)
- Monastiraki (palastartiger Komplex aus der Altpalastzeit)
- Papoura (minoischer Opferplatz mit konzentrischen Steinmauern)
- Höhle von Psychro (auch Diktäische Höhle; Höhle im Dikti-Gebirge mit Funden aus minoischer Zeit)
- Myrtos (minoische Siedlung und Villa)
- Nerokourou (minoische Villa)
- Nirou Chani (minoische Villa)
- Petras (minoischer Palast)
- Petsophas (minoisches Gipfelheiligtum)
- Phaistos (minoischer Palast)
- Roussolakkos (minoische Stadt)
- Sklavokambos (minoische Villa)
- Sybrita (spätminoische Siedlungsgründung)
- Höhle von Skotino (Kulthöhle südlich von Gouves)
- Tylissos (minoischer Landsitz)
- Vathypetro (minoischer Landsitz)
- Vassiliki (minoische Siedlung)
- Vassiliki Kephala (spät- bis subminoische Siedlung mit Tempel)
- Vrokastro (spätminoisch-geometrische Siedlung)
- Vrysinas (minoisches Gipfelheiligtum)
- Zakros (minoischer Landsitz)
- Zou (minoischer Landsitz)
- Zominthos (bisher höchstgelegene bekannte und ergrabene minoische Siedlung auf Kreta)

Das Archäologische Museum Iraklio stellt die größte Sammlung minoischer Funde aus. Kleinere Sammlungen sind in den regionalen Museen Kretas, zum Beispiel in Chania, Rethymno, Agios Nikolaos und Sitia, wie auch in den Museen Europas und der USA, zum Beispiel im British Museum (London) und Ashmolean Museum (Oxford), zu sehen.

### Minoische Fundstätten außerhalb Kretas (Auswahl)
- Agia Irini auf Kea (Kykladen)
- Akrotiri auf Santorin (Kykladen)
- Alalach in der Levante (Türkei)

Amygdaloides minoisches Siegel mit fein eingeschnittenem Segelschiff (oben) und Abdruck (unten) von Tavşan Adası

- Auaris im östlichen Nildelta (Ägypten)
- Ialysos auf Rhodos (Griechenland)
- Kythira vor dem Peloponnes (Griechenland)
- Milet an der Westküste Kleinasiens
- Pavlopetri an der Küste des Peloponnes
- Phylakopi auf Milos (Kykladen)
- Punta di Zambrone (Kalabrien)
- Pylos (Peloponnes)
- Qatna in der Levante (Syrien)
- Tavşan Adası an der Ägäisküste Kleinasiens (Türkei)
- Tel Kabri in der Levante (Israel)

## Forschungsgeschichte und Rezeption
Bei der Rekonstruktion der kretischen Funde spielte Emile Gilliéron gemeinsam mit seinem Sohn Emile (1885–1939) eine wichtige Rolle, wobei bei der Wiederherstellung von Fresken und anderen Funden oft „künstlerisch sehr frei“ vorgegangen wurde.
Obgleich beide etwa bei Rekonstruktionen der Funde von Knossos mitwirkten, entsprechen ihre Ergebnisse dem archäologischen Standard auch jener Zeit nicht; manches steht sogar im Verdacht eine Fälschung zu sein.
Auch Evans’ wichtigstes Grabungs- und Rekonstruktionsprojekt, Knossos, wird aus Sicht der (zeitgenössischen) Archäologie kritisch gewürdigt; so etwa gaben seine bildhaften Vorstellungen und Metaphern etwa bei der Benennung von freigelegten Räumen in Knossos ebenso Anlass zu Kritik wie auch die Rekonstruktionen selbst, da diese individuellen oder auch dem Zeitgeist entsprechenden Interpretationen in Beton den Zugang für weitere Forschung am Grabungsobjekt (in situ) nahezu unmöglich machen. Durch die fertiggestellten Rekonstruktionen wird darüber hinaus eine Interpretationssicherheit zu den Befunden suggeriert, die sich späteren archäologischen Untersuchungsverfahren im weitesten Sinne versperren.

## Klima
Es wurde mehrfach eine angebliche „Minoische Wärmeperiode / Minoan warm period“ mit einem möglichen Einfluss auf die Minoische Kultur postuliert. Diese Behauptung ist im Temperaturvergleich von sechs Eiskernbohrungen nicht wahrnehmbar. Ein Optimum ist eher vorher um 3000±10 v. Chr. zentriert.